# Wiener Zentralfriedhof

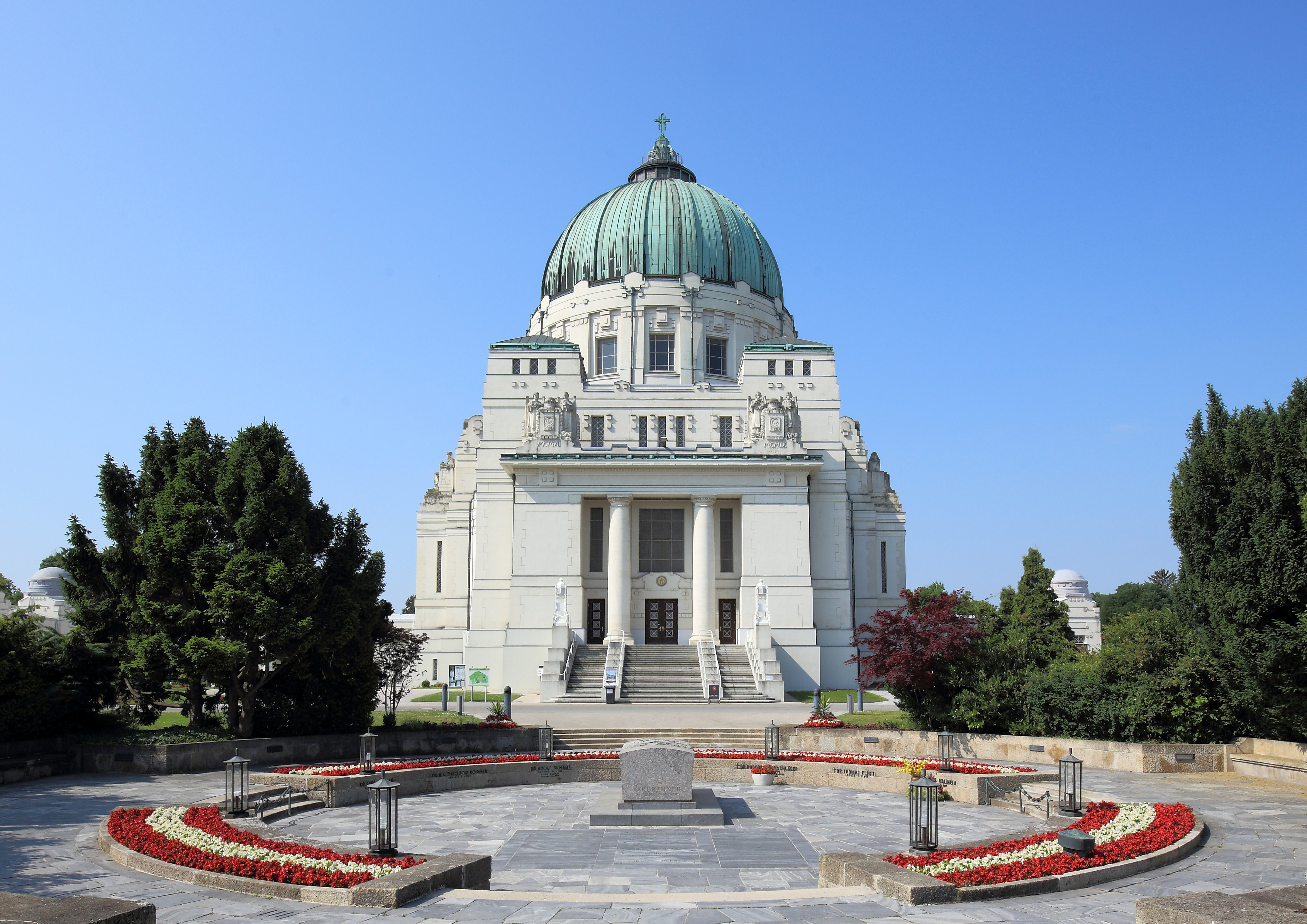
Friedhofskirche zum heiligen Karl Borromäus von Max Hegele und Präsidentengruft auf dem Wiener Zentralfriedhof

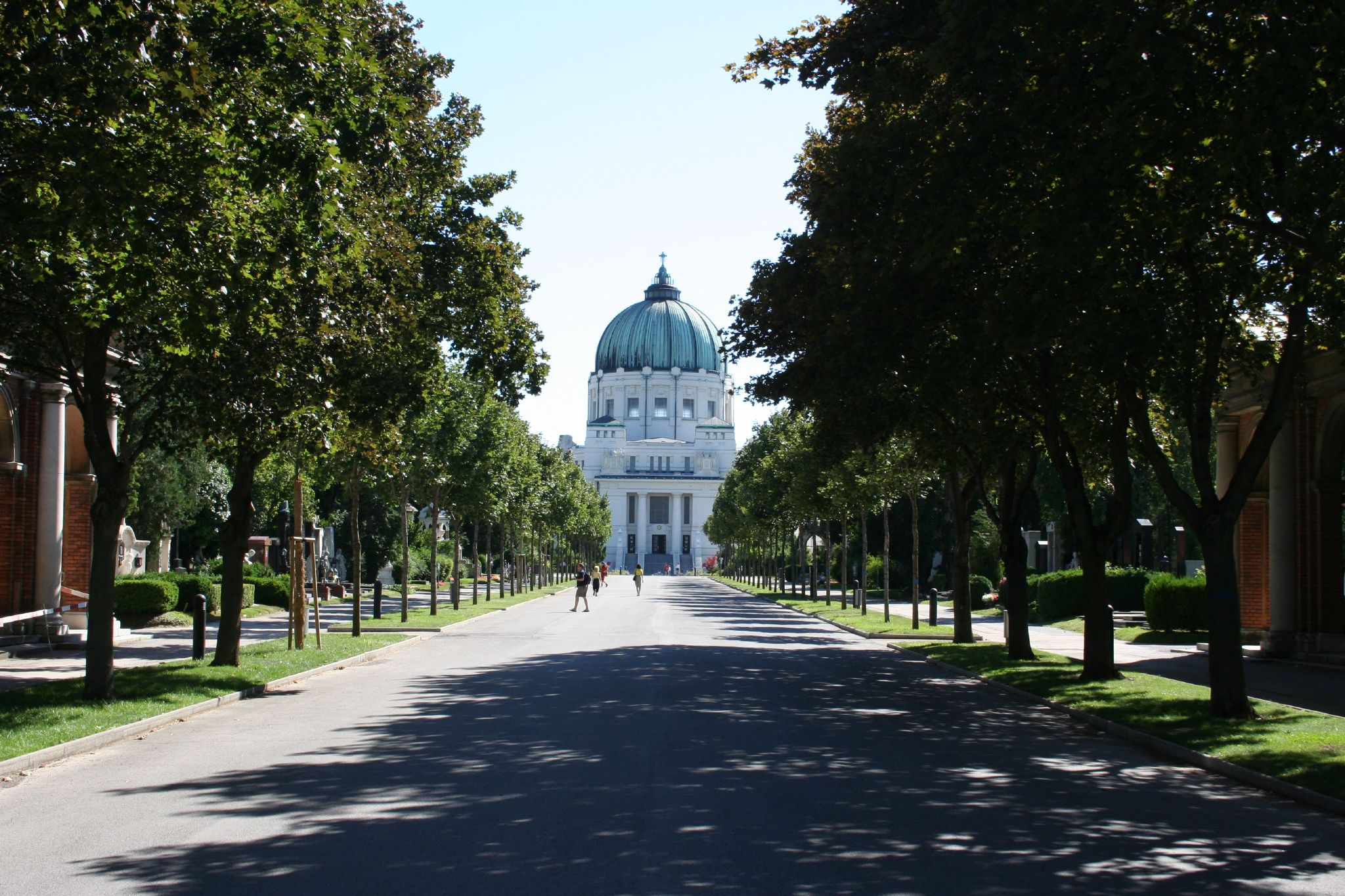
Wiener Zentralfriedhof, Allee vom Haupteingang (2. Tor) zur Karl-Borromäus-Kirche

Der Wiener Zentralfriedhof wurde 1874 eröffnet und zählt mit einer Fläche von fast zweieinhalb Quadratkilometern und rund 330.000 Grabstellen mit rund drei Millionen Verstorbenen zu den größten Friedhofsanlagen Europas. Er wurde im Laufe seiner Geschichte insgesamt siebenmal erweitert, zuletzt 1921. Zum Zeitpunkt seiner Eröffnung galt er als größter Europas. Nach Bestatteten gilt dies bis heute, flächenmäßig größer sind hingegen der vier Quadratkilometer umfassende Friedhof Ohlsdorf in Hamburg und Brookwood Cemetery nahe London. Der Zentralfriedhof gehört aufgrund seiner vielen Ehrengräber, der Jugendstil-Bauwerke und des weitläufigen Areals zu den besonderen Sehenswürdigkeiten der Stadt Wien.

## Geschichte

### Die Folgen der josephinischen Reformen
Die 1784 von Kaiser Joseph II. verfügten „Josephinischen Reformen“ hatten nachhaltige Auswirkungen auf das Wiener Bestattungswesen. Friedhöfe innerhalb des Linienwalls, dessen Verlauf dem heutigen Gürtel entsprach, mussten aufgelassen werden. Stattdessen wurden fünf „communale Friedhöfe“ außerhalb der Linien errichtet, der Sankt Marxer Friedhof, der Hundsturmer Friedhof, der Matzleinsdorfer Friedhof, der Währinger Friedhof und der Schmelzer Friedhof. Die Bestattungen selbst sollten möglichst sparsam und funktionell gestaltet werden, Schachtgräber und mehrfach verwendbare Klappsärge sind nur zwei Beispiele für die kaiserlich verordneten Sparmaßnahmen. Einige dieser Reformen mussten wegen zu großen Widerstands in der Bevölkerung zurückgenommen werden, das Prinzip der aus der Stadt verbannten „communalen Friedhöfe“ blieb jedoch.
Um die Mitte des 19. Jahrhunderts, als die Einwohnerzahl Wiens – und somit auch die Zahl der Toten – stetig wuchs, war bereits abzusehen, dass die „communalen Friedhöfe“ in den Vororten an die Grenzen ihrer Auslastungskapazitäten stoßen würden. Außerdem gab es im Sinne einer expandierenden Stadtentwicklung das Bestreben, diese Friedhöfe möglichst bald aufzulassen. 1863 beschloss der Wiener Gemeinderat die Errichtung eines Zentralfriedhofs, weit außerhalb der Stadt und so groß, dass seine Aufnahmekapazitäten nie oder erst in ferner Zukunft ihre Grenzen erreichen sollten. Gleichzeitig wurde die bisherige alleinige Zuständigkeit der Kirche für Begräbnisstätten aufgehoben; damit war der Weg geebnet für einen von der Gemeinde verwalteten (und auch finanzierten) Friedhof.

### Die Anlage des Friedhofs
Bei der Planung der Größe des Friedhofsgeländes wurde angesichts des starken städtischen Wachstums und der damaligen Ausdehnung des Kaisertums Österreich davon ausgegangen, dass sich die Haupt- und Residenzstadt Wien bis zum Ende des 20. Jahrhunderts zu einer Metropole mit rund vier Millionen Einwohnern entwickeln würde. Auf der Suche nach einem geeigneten Areal kamen Grundstücke in Kaiserebersdorf, Rannersdorf, Himberg, Pellendorf und Gutenhof in die engere Auswahl. Aufgrund einer vom Wiener Gemeinderat bei der k.k. geologischen Reichsanstalt in Auftrag gegebenen Studie wurde die Auswahl auf die Grundstücke in Kaiserebersdorf und Rannersdorf eingeengt, da diese beiden Gebiete über eine für einen Friedhof ideale Bodenbeschaffenheit und ebene Lage verfügen. Der Geologe Dionýs Stur verwies in dieser Studie auf die günstigen Eigenschaften des dort vorhandenen Lössbodens, der den Verwesungsprozess von Leichen im Vergleich zu anderen Bodenarten beschleunige und die Gefahr der „Ausbreitung und Verschleppung epidemischer Krankheiten aus dem Friedhof“ verringere. Ferner wurde darauf hingewiesen, dass Lössboden bequem zu bearbeiten, somit der Aushub von Gräbern schneller durchführbar sei und überdies eine geringere Einsturzgefahr der Grabwände bestehe.
Die Entscheidung fiel letztlich zugunsten Kaiserebersdorfs. 1869 wurde vom Gemeinderat der Erwerb eines Grundstücks in Kaiserebersdorf und zweier kleiner Gründe in Simmering genehmigt. 1870 wurde ein Wettbewerb für den Entwurf des Friedhofs ausgeschrieben. Der Entwurf des Frankfurter Architektenteams Karl Jonas Mylius und Alfred Friedrich Bluntschli überzeugte die Jury, und nach nur drei Jahren Bauzeit (1871 bis 1874) war Wiens neue „Totenstadt“ errichtet. Allerdings musste bereits 1872 der Sankt Marxer Friedhof für weitere Beerdigungen gesperrt werden, und auch auf den anderen communalen Friedhöfen wurde der Platz knapp, weshalb schon rund ein Jahr vor der Eröffnung ein Teil des Geländes als provisorischer Friedhof genutzt wurde.
Das ursprüngliche Areal ist ein unregelmäßiges Fünfeck zwischen der Simmeringer Hauptstraße im Nordosten und (im Uhrzeigersinn) der Kleingartenanlage Bei den Awaren, der Aspangbahn, der sie begleitenden heutigen Mylius-Bluntschli-Straße im Südwesten und dem Weichseltalweg im Nordwesten. Ursprünglich hatte der Friedhof elf Tore, deren Nummerierung im Uhrzeigersinn an der Ecke Weichseltalweg/Simmeringer Hauptstraße beginnt. Der Haupteingang ist Tor 2. Von diesem Eingang aus, dessen Pylonen das verschlungene Liberty-Monogramm „GW“ (Gemeinde Wien) tragen, zielt eine Hauptachse nach Südwesten über die Alten Arkaden zur Friedhofskirche, die von den Neuen Arkaden flankiert wird, und jenseits der Kirche zu einem Naturgarten an der Mylius-Bluntschli-Straße. Links und rechts der Hauptachse entwickelt sich ein rechtwinklig gerasterter Plan, dem fünf diagonalen Alleen überlagert sind. Um die Friedhofskirche legt sich ein Alleen-Oval, das die Neuen Arkaden begleitet. Konzentrisch um dieses Oval bilden drei Halbkreis-Alleen zusammen im Grundriss eine Kreuzform, in deren Mitte später die Karl-Borromäus-Kirche erbaut wurde. Um den Friedhof attraktiver zu machen (siehe unten: Der ungeliebte Friedhof), schrieb die Gemeinde 1903 für seine bauliche Ausgestaltung einen Wettbewerb aus, den Max Hegele gewann. Hegele errichtete bis 1907 das Hauptportal (Tor 2) und die beiden Aufbahrungshallen, die das Eingangsareal zwischen Tor 2 und den Alten Arkaden flankieren. Die monumentale Anlage krönte Hegele 1908–1911 mit dem Bau der Karl-Borromäus-Kirche. Der Verwaltungsbau im Eingangsbereich beherbergt heute ein Café und den „Info-Point“.

### Der konfessionelle Konflikt
Bereits 1863, als vom Wiener Gemeinderat der Beschluss über die Errichtung des Zentralfriedhofs gefasst wurde, war darin sowohl der interkonfessionelle Charakter des Friedhofs festgelegt als auch die Möglichkeit, einzelnen Glaubensgemeinschaften auf deren Wunsch eigene Abteilungen zu überlassen. Im Oktober 1874, rund zwei Wochen vor der Eröffnung, wurde in einem neuerlichen Gemeinderatsbeschluss sogar die Konfessionslosigkeit der Anlage betont und eine etwaige Einweihung des Areals explizit untersagt.
Da diese Beschlüsse in katholischen Kreisen sehr negativ aufgenommen wurden, kam es zu Protesten, die an Vehemenz zunahmen, als bekannt wurde, dass der jüdischen Glaubensgemeinschaft gegen einen hohen Geldbetrag eine eigene Abteilung im Westen des Friedhofsgeländes zugesichert wurde. Daraufhin wurde ein neuer Beschluss gefasst, der nunmehr eine etwaige Einweihung zuließ – allerdings ohne Einschränkung auf eine bestimmte Glaubensgemeinschaft –, eine kirchliche Ministerialgewalt über den Friedhof jedoch ausschloss.
Der Termin der Eröffnung stand unmittelbar bevor, die Proteste dauerten jedoch an, und konservative Gruppierungen riefen zu Kundgebungen am Tag der Eröffnung auf. Zu einer solchen Eskalation kam es aber nicht, da Kardinal Rauscher, andere Quellen nennen den Prälaten Ludwig Angerer, in Absprache mit dem Wiener Bürgermeister Cajetan Felder am frühen Morgen des 30. Oktobers 1874 eine von der Öffentlichkeit nahezu unbemerkte katholische Einweihung des Friedhofs vornahm.
Am 1. November 1874 wurde der Wiener Zentralfriedhof offiziell seiner Bestimmung übergeben. An diesem Tag wurde der Josefstädter Privatier Jakob Zelzer dort als Erster in einem heute noch bestehenden Einzelgrab beerdigt, dreizehn weitere Tote fanden in einem gemeinsamen Schachtgrab ihre letzte Ruhe.

### Der ungeliebte neue Friedhof

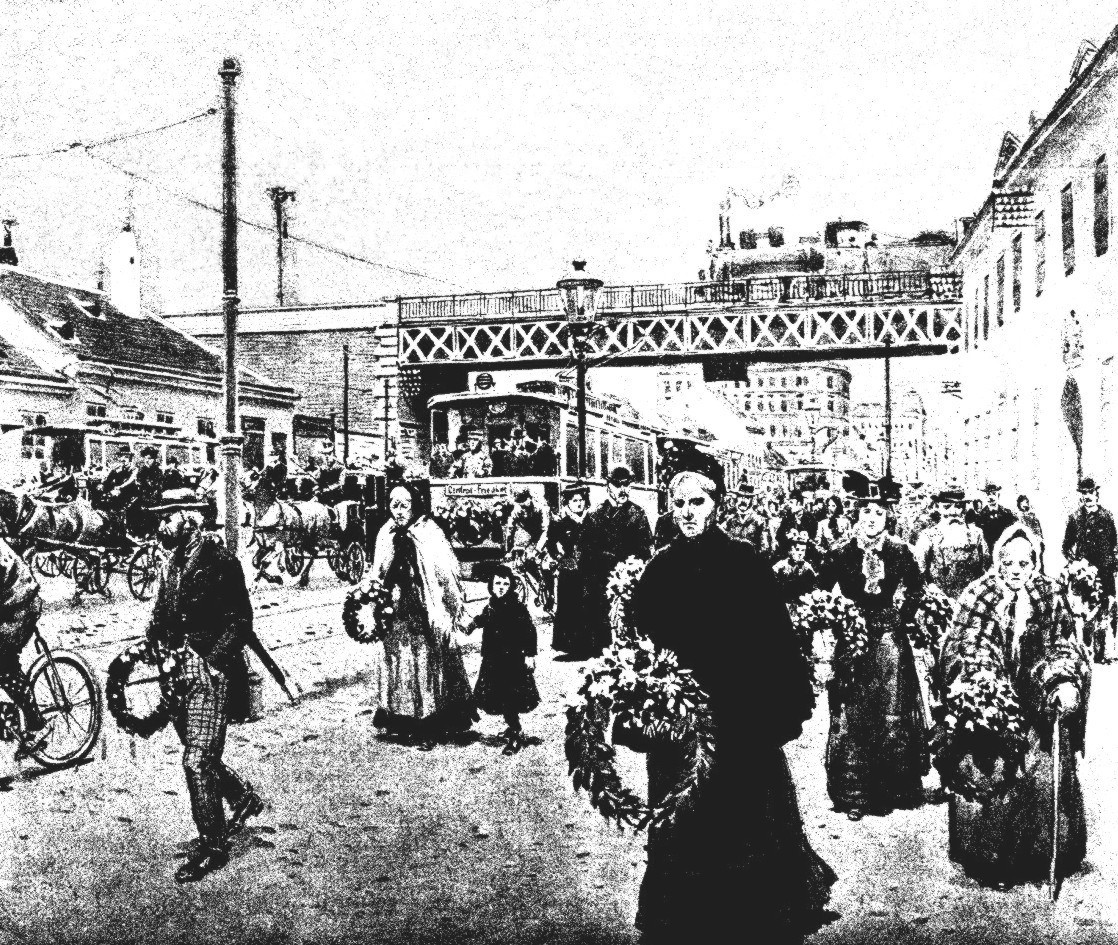
Allerseelen 1903, Friedhofsbesucher auf der Simmeringer Hauptstraße auf dem Weg zum Zentralfriedhof

Seit und teils auch schon vor seiner Eröffnung wurde der Zentralfriedhof häufig kritisiert und war bei der Bevölkerung nicht sehr beliebt – und dementsprechend schlecht besucht. So wurde die Trostlosigkeit des Areals bekrittelt, da im Vergleich zu heute die neugepflanzte Vegetation karg war; außerdem verzögerte sich die Errichtung der dazugehörigen Bauwerke. Friedhofsbesucher mussten eine lange und mitunter beschwerliche Anreise auf sich nehmen, da es zu dieser Zeit noch keine direkte Bahnverbindung zum Friedhofsgelände gab. Im Oktober 1874 beschrieb das Illustrirte Wiener Extrablatt die knappe Stunde Fahrzeit mit „... dann beginnt Simmering und droht nicht aufzuhören“.
Um diesem negativen Image entgegenzuwirken und die Attraktivität des Friedhofs zu steigern, beschloss der Gemeinderat 1881 die Errichtung einer Ehrengräberanlage. Dazu wurden die sterblichen Überreste verschiedener prominenter Persönlichkeiten von anderen Friedhöfen auf den Zentralfriedhof verlegt, unter anderem Ludwig van Beethoven und Franz Schubert vom Währinger Ortsfriedhof. Ebenfalls 1881 erfolgte eine verbesserte Verkehrsanbindung durch die Aspangbahn, welche an ihrer hinter dem Friedhof vorbeiführenden Strecke die Station „Zentralfriedhof“ einrichtete. 1901 wurde die Pferdestraßenbahn von der elektrischen Wiener Straßenbahn abgelöst, die ab 1907 das Liniensignal 71 trug. 1910 bekam der Friedhof nach einem von Max Hegele gewonnenen Gestaltungswettbewerb eine Friedhofskirche, die Friedhofskirche zum heiligen Karl Borromäus, und damit einen weiteren Anziehungspunkt für die Besucher. Die Kirche wurde lange als Karl-Lueger-Gedächtniskirche bezeichnet, weil Karl Lueger, der von 1897 bis 1910 Wiener Bürgermeister war, hier beigesetzt ist.

### Der lange Weg zur letzten Ruhe
Ein anderes Problem, das die Stadt zu lösen hatte, waren die Leichentransporte. Bei hunderten Toten pro Woche, die zur damaligen Zeit mit Pferdewagen in die neu entstandene Nekropole gebracht werden mussten, prägten diese kaum enden wollenden Leichenzüge schon bald das alltägliche Bild der Simmeringer Hauptstraße, sehr zum Missfallen der anwohnenden Bevölkerung, der diese ständige Konfrontation mit dem Tod zusehends auf das Gemüt schlug. Schon ab dem ersten Winter kam es immer wieder dazu, dass Kondukte im Schnee steckenblieben.
Vorschläge, Konzepte und Pläne für alternative Leichentransporte gab es viele, die jedoch allesamt nicht zur Durchführung gelangten. Ein Konzept sah den Bau einer eigenen Bahnstrecke zu diesem Zwecke vor, ausgehend von einer zentralen Sammelstelle in einer ehemaligen Markthalle. In den 1890er Jahren war dann die Einrichtung einer „Friedhoflinie“ der Wiener Dampfstadtbahn geplant, die auch Leichen befördert hätte. Doch erhoben dagegen die damals sehr zahlreichen privaten Bestatter erfolgreich Einspruch. Alternativ diente dann ab 1918 jedoch die Straßenbahn dem Transport von Särgen.
Geradezu futuristisch war der Plan des Architekten Josef Hudetz und des Ingenieurs Franz von Felbinger, ähnlich dem Prinzip der Rohrpost die Leichenbeförderung pneumatisch in einem langen, beim Zentralfriedhof endenden Tunnel durchzuführen. So wurden die Toten weiterhin mit Pferdefuhrwerken transportiert, 1925 wurde erstmals ein Lastkraftwagen als Leichenwagen eingesetzt.

### Das Politikum „Feuerbestattung“
Nicht jeder Wiener wollte seine letzte Ruhe auf dem Wege der Erdbestattung antreten. So gab es seit dem ausklingenden 19. Jahrhundert mehr und mehr Befürworter der Feuerbestattung, und Anfang des 20. Jahrhunderts stellte sich die Wiener Sozialdemokratie bzw. die Arbeiterbewegung mit ihrer Forderung nach einer Feuerhalle gegen die katholische Kirche, die dies strikt ablehnte. 1921 wurde der Bau der Feuerhalle Simmering im seit 1919 „Roten Wien“ vom Gemeinderat bewilligt. Am 17. Dezember 1922 erfolgte die Eröffnung ungeachtet eines am Vortag vom christlichsozialen Minister für soziale Verwaltung Richard Schmitz verfügten Verbots (siehe Weisung (Österreich)). Dies brachte in weiterer Folge dem Wiener Bürgermeister Jakob Reumann eine Klage beim Verfassungsgerichtshof ein; der VfGH entschied, Reumann habe sich in einem entschuldbaren Rechtsirrtum befunden, die Feuerhalle blieb in Betrieb.
Erst am 24. Oktober 1964 erteilte der Vatikan die offizielle Zustimmung zur Feuerbestattung. Im Jahr darauf erließ die Erzdiözese Wien Vorschriften für die Einsegnung bei einer Feuerbestattung, 1966 wurde diese offiziell der Erdbestattung gleichgestellt.
Das Krematorium befindet sich nicht auf dem Gelände des Zentralfriedhofs, sondern jenseits der Simmeringer Hauptstraße, schräg gegenüber dem Hauptportal (2. Tor).

### Der Friedhof im Schatten des Dritten Reiches
Das NS-Regime und der Zweite Weltkrieg gingen auch am Zentralfriedhof nicht spurlos vorüber. Im Zuge des Pogroms gegen die jüdische Bevölkerung in der Reichspogromnacht (der sogenannten „Reichskristallnacht“) am 9. November 1938 wurde die von Wilhelm Stiassny erbaute Zeremonienhalle in der alten Israelitischen Abteilung (1. Tor) von Nationalsozialisten gesprengt und jene in der neuen Israelitischen Abteilung (5. Tor, nach 1997 4. Tor genannt) verwüstet. Außerdem wurden in beiden Abteilungen zahlreiche Grabstätten beschädigt oder zerstört.
In den Jahren 1938 bis 1945, zur Zeit des Nationalsozialismus in Österreich, wurden hunderte Widerstandskämpfer und Deserteure der Wehrmacht im Wiener Landesgericht hingerichtet und deren Leichen anschließend in Schachtgräbern auf dem Zentralfriedhof vergraben. Die Angehörigen wurden weder über Ort noch Zeitpunkt der Beisetzung informiert, da die Friedhofsverwaltung diesbezüglich von der Leitung des Landesgerichtes strikte Anordnungen erhielt. Die Beerdigung erfolgte in einer eigens dafür gesperrten Abteilung des Friedhofs unter Ausschluss der Öffentlichkeit und wurde von Polizeibeamten überwacht. Einige Jahre nach Kriegsende wurden die Grabstätten der Hingerichteten in der Gruppe 40 von der Stadt Wien zur Mahn- und Gedenkstätte erklärt.
1944 wurde Walter Nowotny, einer der erfolgreichsten Piloten der deutschen Luftwaffe, in einem Ehrengrab auf dem Friedhof beigesetzt. 2003 wurde die Widmung als Ehrengrab von der Wiener Stadtverwaltung zurückgezogen, da das NS-Regime, wie in der Unabhängigkeitserklärung 1945 ausgeführt wurde, Österreich in einen sinn- und aussichtslosen Eroberungskrieg geführt hat, […] zur Bekriegung von Völkern, gegen die kein wahrer Österreicher jemals Gefühle der Feindschaft oder des Hasses gehegt hat.
Im Zuge der Schlacht um Wien im April 1945 kam es auf dem Zentralfriedhof zu heftigen Gefechten zwischen der Roten Armee und deutschen Einheiten. Die größten Schäden auf dem Friedhof wurden aber in den Monaten davor durch Bombenangriffe verursacht, was auch darauf zurückzuführen ist, dass sich in der näheren Umgebung strategisch wichtige Industriegebiete (beispielsweise die Erdölraffinerie in Schwechat) befanden. Nach Kriegsende zählte man auf dem Friedhofsgelände rund 550 Bombentrichter und über 12.000 zerstörte Gräber. Die Kuppel der Karl-Borromäus-Kirche wurde durch eine Brandbombe vernichtet, alle Gebäude auf dem Areal wurden in Mitleidenschaft gezogen. Im Februar 1945 wurden die Aufbahrungshallen durch Bombentreffer schwer beschädigt, für einige Zeit waren Aufbahrungen nur am offenen Grab möglich.
Mit den Instandsetzungsarbeiten wurde nach Kriegsende zügig begonnen, der Wiederaufbau der Kuppel der Karl-Borromäus-Kirche zog sich allerdings bis in die 1950er Jahre, und selbst in den 1990er Jahren wurden noch unzählige beschädigte Gräber auf dem alten jüdischen Friedhof restauriert. Dort befindet sich auch in unmittelbarer Nähe von Tor 1 eine brachliegende Fläche, auf der die 1938 gesprengte und danach vollständig abgerissene jüdische Zeremonienhalle stand. In der Gruppe 40, gegenüber der Mahn- und Gedenkstätte für die hingerichteten Widerstandskämpfer, befindet sich eine gemeinsame Grabstätte von mehr als 400 Bombenopfern der Kriegsjahre 1944 und 1945. Zahlreiche andere Gedenkstätten und Kriegsgräber auf dem Zentralfriedhof erinnern ebenfalls an die Opfer von NS-Herrschaft und Zweitem Weltkrieg.

### Der Zentralfriedhof heute

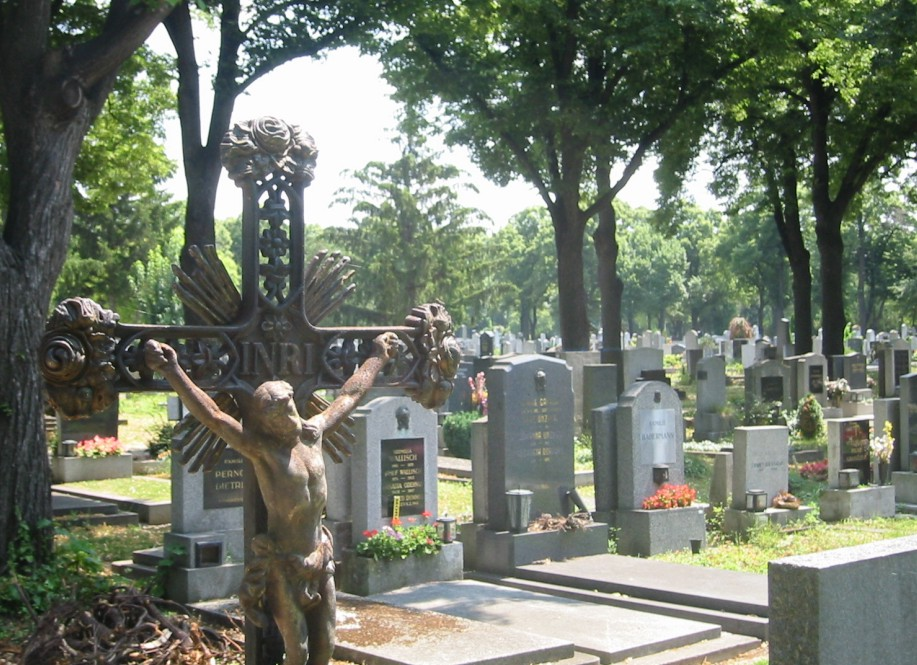
Gräberreihen auf dem Zentralfriedhof

Nach den schlichten und auf ein Minimum reduzierten „Sparbegräbnissen“ unter Kaiser Josef II. versuchte in der zweiten Hälfte des 19. Jahrhunderts das wohlhabende Bürgertum es den Adeligen gleichzutun und inszenierte prunkvolle Trauerfeiern und Begräbnisse. Der seither viel zitierte Begriff der „schönen Leich“ war geboren. Auch heute noch stößt die schöne Leich auf das Interesse der Wiener Bevölkerung, so sind Staatsbegräbnisse von Politikern sowie Beerdigungen von Persönlichkeiten aus anderen Schaffensbereichen für viele Menschen Anlass, diesen prominenten Verstorbenen eine letzte Ehre zu erweisen. Wird beispielsweise ein Bundespräsident beigesetzt, so ist die Straße, die vom Hauptportal zur Präsidentengruft führt und zu beiden Seiten von Ehrengräbergruppen flankiert wird, Schauplatz von langen Trauerzügen. Aber auch von Vertretern der zeitgenössischen Popkultur wird mitunter in großem Rahmen Abschied genommen: Im Februar 1998 wohnten der feierlichen Beisetzung von Popstar Falco in einem ehrenhalber gewidmeten Grab tausende Menschen bei.
Bestattungen auf dem Zentralfriedhof werden in den meisten Fällen von der „Bestattung Wien“ durchgeführt, einem Unternehmen der im Eigentum der Stadt Wien befindlichen Wiener Stadtwerke Holding AG. Bis vor wenigen Jahren war die Bestattung Wien noch Monopolist, aber nachdem im Jahr 2002 das Wirtschaftsministerium den Bedarfsnachweis für Bestattungsunternehmen ersatzlos gestrichen hat, eröffnete im darauffolgenden Jahr der Bestatter „Pax“ als erster Konkurrent eine Niederlassung in der Simmeringer Hauptstraße. Bei der Gestaltung von Verabschiedungen haben die Hinterbliebenen viele Freiräume, von der (teils unkonventionellen) Auswahl der Musik während der Trauerfeier bis hin zur Möglichkeit, das Geleit des Sarges von der Aufbahrungshalle zur Grabstelle mittels einer historischen, sechsspännigen Trauerkutsche durchführen zu lassen.
Die Verwaltung des Friedhofs fällt seit 2008 in die Zuständigkeit der Friedhöfe Wien GmbH (bis 2007 Magistratsabteilung 43, „Städtische Friedhöfe“), zu der unter anderem die untergeordneten Stellen „Städtische Friedhofsgärtnerei“ und „Städtische Steinmetzwerkstätte“ zählen, letztere müssen sich jedoch gegen eine Vielzahl an konkurrierenden Friedhofsgärtnereien und Steinmetzbetriebe behaupten, die sich entlang der Simmeringer Hauptstraße in der Nähe angesiedelt haben.
Eine der letzten gestalterischen Neuerungen stellt der vom Architekten Christof Riccabona entworfene, von der Städtischen Steinmetzwerkstätte unter der Leitung von Leopold Grausam jun. ausgeführte und 1999 eröffnete Park der Ruhe und Kraft dar. Es handelt sich um einen geomantischen Landschaftspark, der in fünf unterschiedlich gestaltete Bereiche gegliedert ist und zur körperlichen wie geistigen Entspannung und Besinnung einladen soll.

#### Aufbahrungshalle 2 und Bestattungsmuseum
Das Bestattungsmuseum auf dem Wiener Zentralfriedhof befindet sich im Untergeschoß der Aufbahrungshalle 2, die ursprünglich als Leichenhalle für „infektiöse“ Verstorbene diente. Sie liegt rechts hinter dem Haupteingang. Die schrumpfende Zahl von Hausaufbahrungen führte dazu, dass die Halle in den 1930er Jahren umgebaut wurde, um die Kapazität zu vergrößern. Ab 1938 war die Halle für konfessionslose Trauerfeiern reserviert. Im Zweiten Weltkrieg wurde der Bau von Bombentreffern schwer beschädigt.
Erst in den 1960er Jahren wurde die Halle restauriert und neuerlich umgebaut. Ein einziger großer, mit weißem Marmor ausgekleideter Raum entstand, um „Trauerfeiern besonderen Gepräges“ zu ermöglichen. Architekt war Erich Boltenstern senior, der Erbauer des Ringturms. Die Mosaik-Wandnische mit Christus am Kreuz von Hans Robert Pippal wird bei nichtchristlichen Trauerfeiern hinter einer Schiebewand verborgen. Der Saal bietet nunmehr Platz für 800 Trauergäste. Hier fanden Verabschiedungen von prominenten Verstorbenen statt, so von Curd Jürgens (1982), Helmut Qualtinger (1986), Falco (1998), Peter Alexander (2011) und dem Obmann des Kulturvereins österreichischer Roma Rudolf Sarközi (2016).
2014 wurde im Untergeschoß der Aufbahrungshalle das Bestattungsmuseum geschaffen und ein eigener Eingang zum Museum mit Treppe und Behindertenrampe gebaut. Auf dreihundert Quadratmetern Ausstellungsfläche werden etwa 250 Exponate aus den Archiven der Bestattung und der Wiener Friedhöfe gezeigt, unter anderem ein originaler Fourgon (Kutsche für den Leichentransport) um 1900, Uniformen der „Pompfüneberer“ (Leichenbestatter) aus der Vergangenheit und von heute, Skurrilitäten wie ein Herzstichmesser und ein Rettungswecker, die verhindern sollten, lebendig begraben zu werden. Ein Klappsarg von 1784, wie er sonst nur noch in Göss zu sehen ist, zeugt von der josephinischen Sparsamkeit, eine Rechnungsanweisung des kaiserlichen Hofärars, ausgestellt für die Überführung und Bestattung von Thronfolger Franz Ferdinand und seiner Gemahlin nach dem Attentat von Sarajewo, und andere Zeitdokumente vermitteln Schlaglichter auf die historische Bestattungskultur.
Dreizehn Monitore zeigen Videos, großteils noch nie veröffentlicht, darunter Filmausschnitte aus dem Österreichischen Filmarchiv mit neu entdecktem und restauriertem Material von dem Begräbnis Franz Josephs I. und dem pompösen Trauerkondukt für Baron Albert Rothschild. Eine Installation zeigt Partezettel aus verschiedenen Jahrhunderten, für Verstorbene von der Hausbesitzersgattin bis zum ehemaligen Burgtheaterdirektor Ernst Häusserman. In einer Audioinstallation kann man die beliebtesten Lieder zum Thema Bestattungen und Friedhöfe hören.

## Lage und Infrastruktur

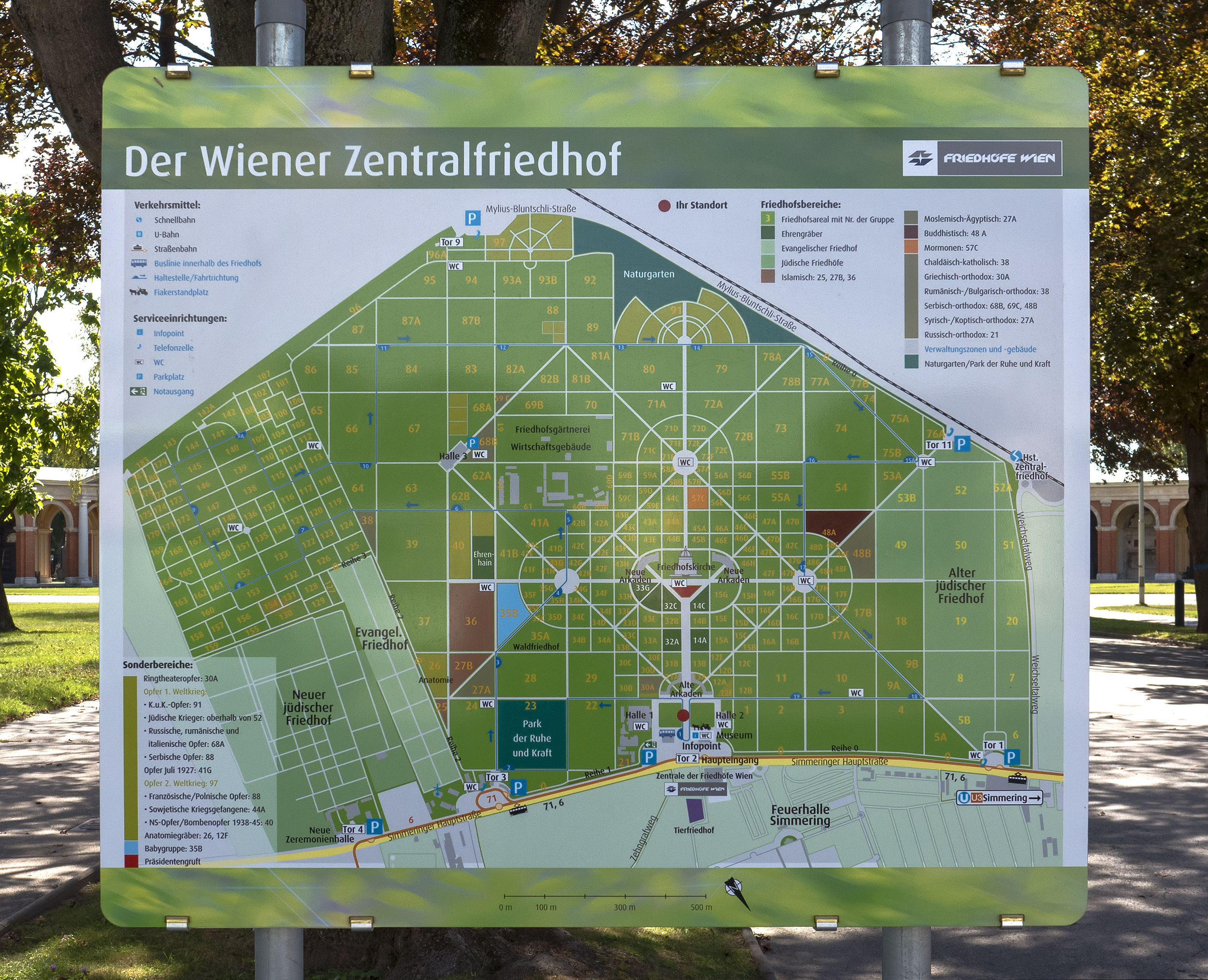
Übersichtsplan

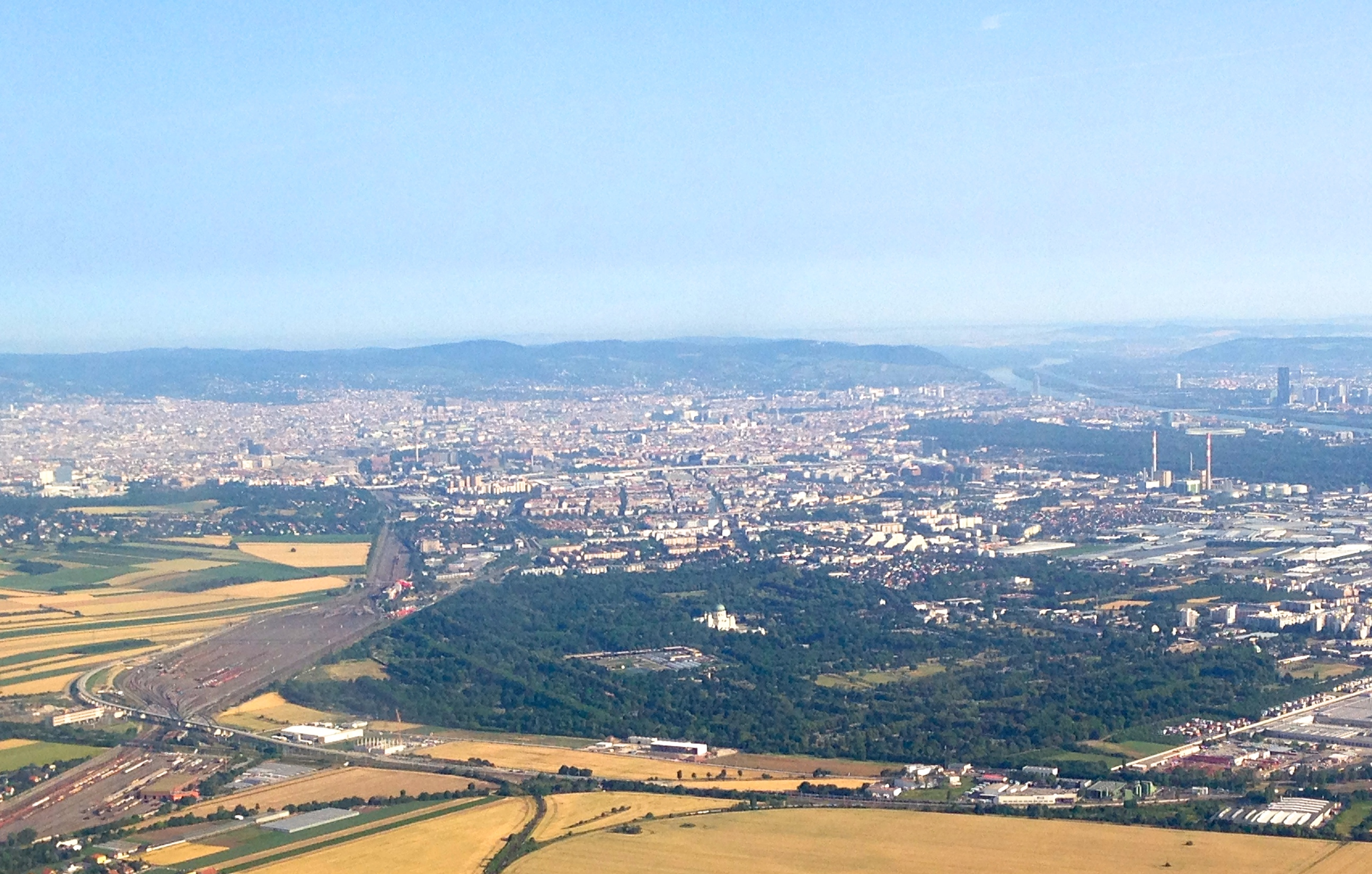
Luftbild des Zentralfriedhofs, im Hintergrund Wien

Der Zentralfriedhof liegt – im Widerspruch zu seinem Namen – am südöstlichen Stadtrand, im 1892 eingemeindeten Simmering, das zum Zeitpunkt des Baus noch nicht zum Stadtgebiet gehörte. Er erfüllt jedoch nach wie vor als größte Wiener Begräbnisstätte eine zentrale Funktion, nicht zuletzt, da die Preise für die Grabstellennutzung auf dem Zentralfriedhof erheblich günstiger sind als auf den anderen, stärker nachgefragten und beengteren Wiener Friedhöfen.
Die Simmeringer Hauptstraße, wichtigste Verkehrsader Simmerings, vor dem Bau der Autobahn mit dem ihr vorgelagerten Rennweg direkte Zufahrt vom Stadtzentrum zum Flughafen Wien und Teil der historischen Fernstraße nach Budapest, führt direkt zum Zentralfriedhof und trägt somit maßgeblich zu dessen Erreichbarkeit bei. Je mehr man sich dem Friedhof nähert, desto dichter werden die Steinmetzbetriebe, Blumengeschäfte und andere Betriebe, die mit dem laufenden Friedhofsbetrieb in Verbindung stehen.
Obwohl der Friedhof zwischen dieser stark befahrenen Straße und der Trasse der Flughafenschnellbahn gelegen ist, bleibt allein durch die Weitläufigkeit des Areals der überwiegende Teil der Anlage von Verkehrslärm verschont. Allerdings führt eine in geringer Höhe direkt über den Zentralfriedhof verlaufende Flugroute des südöstlich von Wien gelegenen Flughafens zu Beeinträchtigungen der Friedhofsruhe.
In einem historischen Pavillon ist auf Initiative der Friedhofsverwaltung seit April 2018 erstmals ein Kaffeehaus am Friedhof untergebracht. Mit Fenstern und Schanigarten öffnet es sich zum Friedhofsgelände. Im Gebäude befindet sich auch der Infopoint, ein Computerterminal zum Auffinden der Orte von Grabstellen.
Der Friedhof verfügt über folgende (ehemalige) Zugänge:
- Tor 1 bei der Kreuzung Simmeringer Hauptstraße/Weichseltalweg, beim alten jüdischen Friedhof
- Tor 2 (Haupteingang) beim Johann-Hatzl-Platz an der Simmeringer Hauptstraße
- Tor 3 bei der Kreuzung Simmeringer Hauptstraße/Thürnlhofstraße
- eigener Zugang zum evangelischen Friedhof bei Tor 3, früher als Tor 4 bezeichnet
- Tor 4 (früher Tor 5) bei der Kreuzung Simmeringer Hauptstraße/Pantucekgasse, Zugang zum neuen jüdischen Friedhof
- Tor 9 bei der Kreuzung Mylius-Bluntschli-Straße/Ailecgasse
- Tor 10 (zugemauert) bei der Mylius-Bluntschli-Straße, gegenüber von Tor 2 bei den Gräbern für die Kriegsopfer des Ersten Weltkriegs
- Tor 11 bei der Kreuzung  Mylius-Bluntschli-Straße/Weichseltalweg
- Tor 12 (versperrt) bei der Kreuzung Weichseltalweg/Am Kanal

### Verkehr im Friedhof

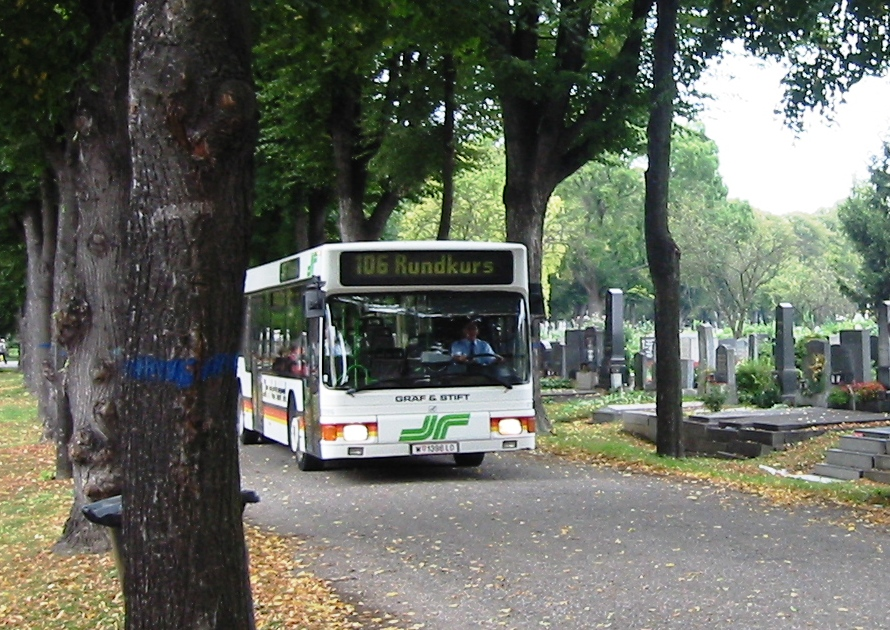
Friedhofsbus der Linie 106

Der Zentralfriedhof weist aufgrund seiner Größe beträchtliche Wegstrecken auf. Seine Hauptwege können deshalb gegen eine Gebühr auch mit dem Auto befahren werden. Höchstgeschwindigkeit sind 20 km/h, ansonsten gilt die StVO. Lediglich am 1. November (Allerheiligen) ist die Einfahrt nicht gestattet, da an diesem Tag das Risiko eines Verkehrschaos zu hoch wäre. Personen mit entsprechendem Behindertenausweis sind generell gebührenbefreit und dürfen auch zu Allerheiligen einfahren.
Um entlegene Gräber auch für Menschen ohne Auto leichter erreichbar zu machen, verfügt der Friedhof seit 1971 über einen eigenen Friedhofsbus. Dieser durchquert tagsüber, ausgenommen zu Allerheiligen, vom Tor 2 aus halbstündlich als Rundlinie den Großteil des Friedhofsgeländes und bedient dabei 19 durchnummerierte Haltestellen. Jährlich nutzen rund 60.000 Fahrgäste dieses Verkehrsangebot, dessen Betreiber nach den für Buslinien geltenden Regeln ausgeschrieben wird. Nach dem österreichischen Privatbusunternehmen Dr. Richard wird die Linie von den Wiener Lokalbahnen betrieben. Seit 2. November 2004 subventioniert die Stadt Wien den Bus mit bis zu 34.000 Euro pro Jahr, er ist seitdem in den Verkehrsverbund Ost-Region (VOR) eingegliedert. Damit entfällt für Besucher mit bereits gültigem VOR-Fahrschein die sonst eingehobene Benutzungsgebühr.
Die Friedhofslinie hieß ursprünglich Linie 11, wurde aber im Zuge der Eingliederung in den Verkehrsverbund Ost-Region, um Verwechslungen mit der Linie 11A der Wiener Linien zu vermeiden, in Linie 106 – Rundlinie Zentralfriedhof – umbenannt. Im Mai 2021 änderte sich die Linienbezeichnung auf „ZF“, da das System der 100er-Linien für den Wiener Stadtverkehr aufgegeben wurde.

### Straßenbahnlinie 71

Der 1918 fertiggestellte Leichentransportwagen der Wiener Straßenbahn

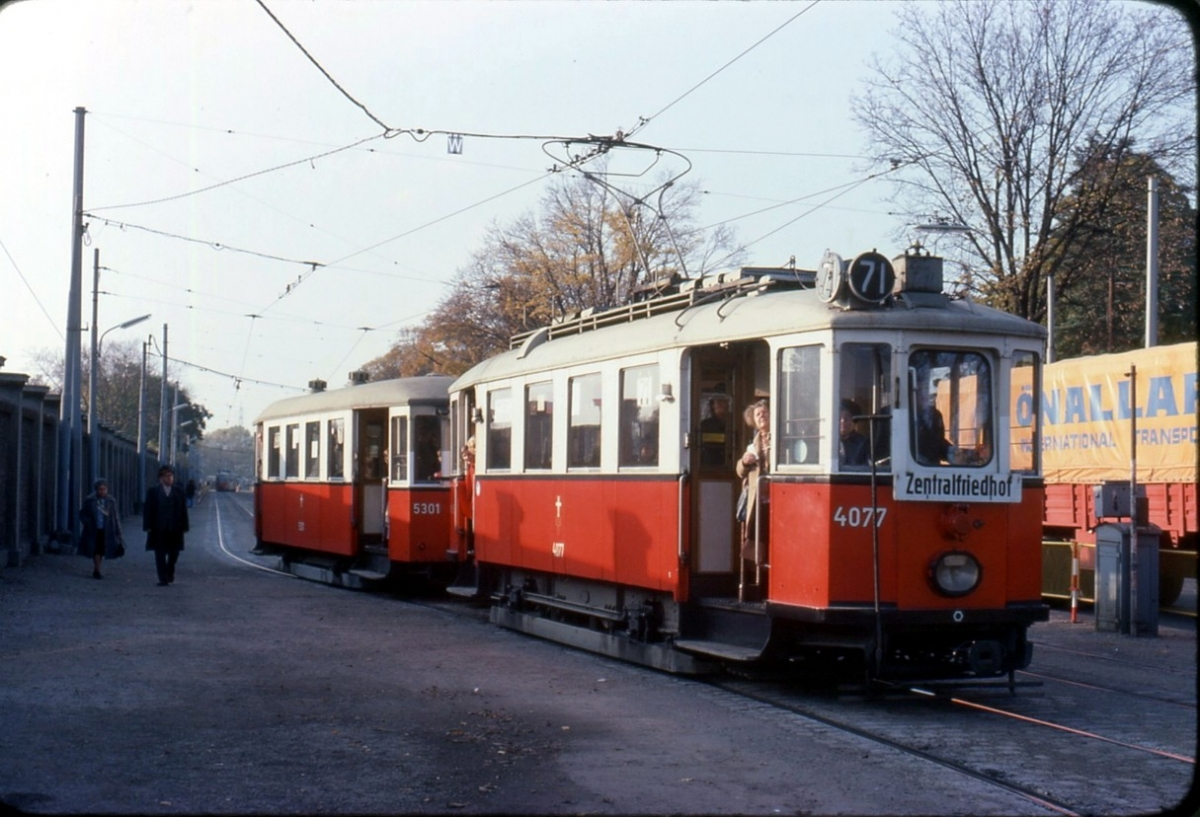
Allerheiligen 1978, eine Garnitur des 71ers beim Zentralfriedhof

Eng mit dem Zentralfriedhof verbunden ist die Linie 71 der Wiener Straßenbahn, die von der U-Bahn-Station Schottenring über die Wiener Ringstraße, den Rennweg und die Simmeringer Hauptstraße zum Friedhof und weiter nach Kaiserebersdorf fährt. Der sogenannte 71er stellt so auch in zahlreichen Geschichten, Anekdoten und Liedern den letzten Weg eines jeden Wieners dar. So kann man schon über einen Verstorbenen umgangssprachlich hören: Er hat den 71er genommen. Die Liniennummer 71 existiert seit 1907, zuvor hatte auch die elektrische Straßenbahn zum Zentralfriedhof, die wiederum 1901 aus der Simmeringer Pferdebahn hervorging, ein geometrisches Liniensymbol.
1918 traf die Spanische Grippe, die bis 1920 weltweit 25 Millionen Todesopfer forderte, auch Österreich. Da die hohe Infektionsgefahr den raschen Abtransport der Toten erforderte, es aber an Pferden mangelte, konnte nach Vorgesprächen zwischen der Städtischen Bestattung und der Wiener Straßenbahn ab 1. März 1918 ein umgebauter Beiwagen für insgesamt zwölf Särge eingesetzt werden. Das Fahrzeug mit der Betriebsnummer 7018 brachte, meist in der Nacht, die Verstorbenen vom Versorgungsheim und vom Jubiläumsspital in Lainz, von der Pflegeanstalt Am Steinhof und vom Allgemeinen Krankenhaus zum Zentralfriedhof. Im Dezember 1918 wurde auch das Anatomische Institut der Universität einbezogen, 1923 beschränkte man die Transporte auf Lainz sowie Steinhof und stellte auch diese im März 1928 ein, auch weil dieses Vorgehen nicht den damaligen Anschauungen der Wiener Bevölkerung entsprach. Vorreiter war hierbei aber die Straßenbahn Prag, wo schon ab Oktober 1917 ein spezieller Triebwagen Leichen transportierte.
Im Zweiten Weltkrieg musste die Leichenbeförderung per Straßenbahn in Wien wegen erneuter Engpässe wieder aufgenommen werden. 1942 verfügte die Wiener Straßenbahn deswegen über drei eigene Leichentransportwagen, die zahlreiche Särge aufnehmen konnten. Noch etliche Jahre danach waren die auf der Linie 71 verkehrenden Wagen mit Aufhängevorrichtungen für Kränze ausgerüstet.
Auch heute noch ist der 71er das meistgenutzte öffentliche Verkehrsmittel, das als direkter Zubringer zum Zentralfriedhof dient. Die beim Tor 11 an der Rückseite des Friedhofs gelegene S-Bahn-Station Wien Zentralfriedhof der Linie S7 wird von den Friedhofsbesuchern vergleichsweise selten genutzt, eine weitere S-Bahn-Station, Zentralfriedhof-Kledering, wurde 2002 aufgelassen. Die U-Bahn-Linie U3 endet knapp 2 km vor dem Friedhof (die Verlängerung ist derzeit nicht in Planung), diese „letzten Meter“ überbrückt somit der 71er gemeinsam mit der Straßenbahnlinie 11.

#### Allerheiligen-Verkehr
→ siehe: Allerheiligenlinie
Zu Allerheiligen verkehrte bis zur Eröffnung der U-Bahn-Station Simmering im Jahr 2000 als Verstärkung auch die sogenannte Allerheiligenlinie 35. In früheren Jahrzehnten, als private Pkw noch selten waren, wurden aus vielen Wiener Bezirken zu Allerheiligen direkte Sonderlinien zum Zentralfriedhof geführt, um den Fahrgästen das Umsteigen zu ersparen. Auch reguläre Linien wurden an diesem Tag bis zum Friedhof verlängert. An diesen Tagen war stets ein sehr großes Verkehrsaufkommen, so dass die Wiener Verkehrsbetriebe vielfach oft bereits abgestellte und in Reserve befindliche Fahrzeuge aufbieten mussten, um dem Fahrgastandrang Herr zu werden. Auch heute noch werden zu Allerheiligen, wenn es mit über 300.000 Besuchern einen regelrechten Ansturm auf den Zentralfriedhof gibt, die Intervalle der Linie 71 erheblich verdichtet.

## Entwicklung der konfessionellen Abteilungen
Der Zentralfriedhof in seiner heutigen Form besteht einerseits aus dem interkonfessionellen „Hauptfriedhof“, der jedem Verstorbenen, ungeachtet der Glaubensrichtung, als letzte Ruhestätte zur Verfügung steht, andererseits aus den verschiedenen konfessionellen Friedhöfen und Abteilungen.
Der überwiegende Teil des Hauptfriedhofs besteht seit jeher aus katholischen Gräbern. Darüber hinaus bestehen mittlerweile Abteilungen und Friedhöfe folgender weiterer Konfessionen:
- buddhistisch
- evangelisch

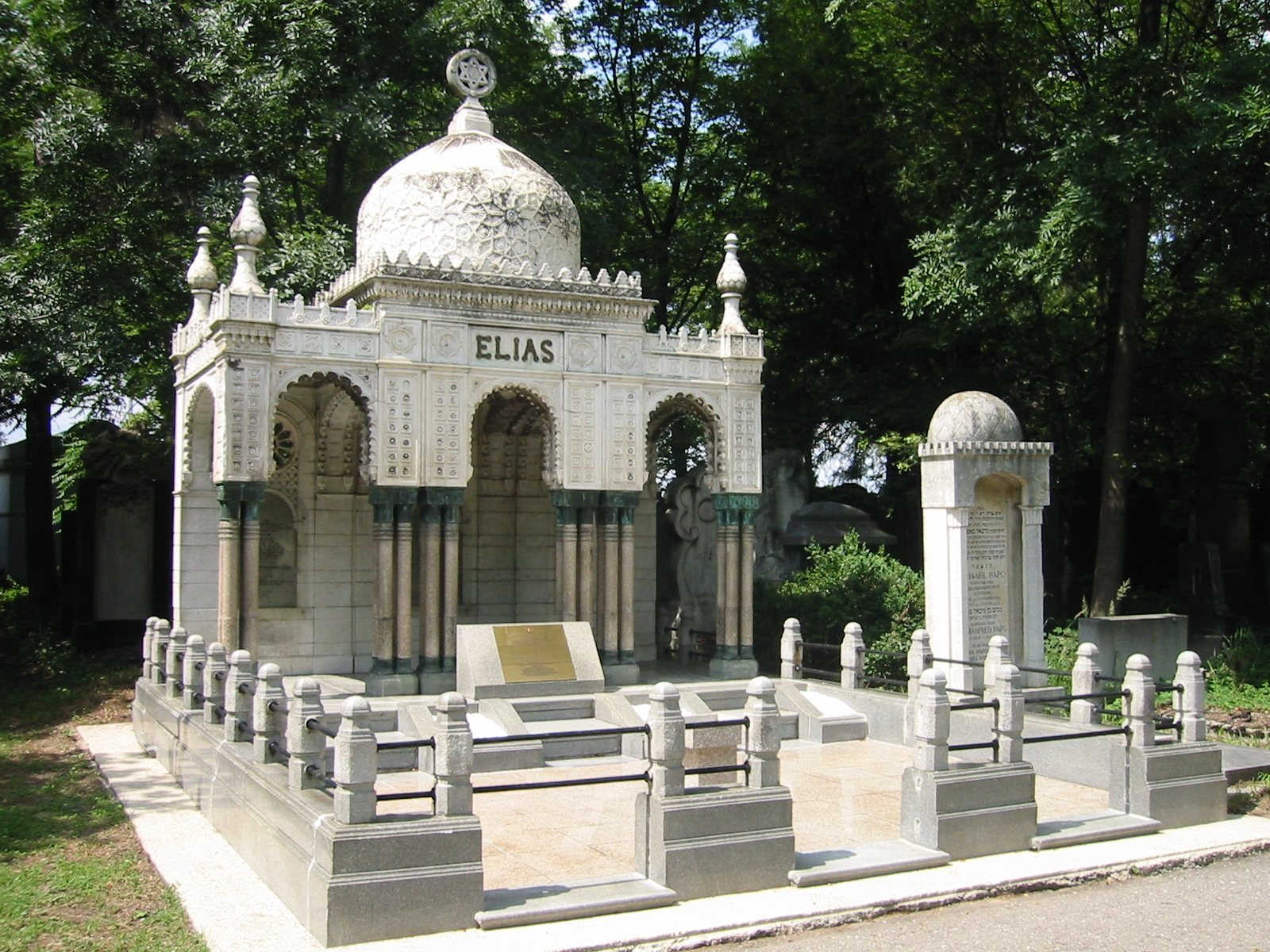
Grabmal auf dem alten jüdischen Friedhof

- islamisch (alte, neue und islamisch-ägyptische Abteilung)
- jüdisch (alter und neuer Friedhof)
- orthodox (russisch, griechisch, rumänisch etc.)
- mormonisch

Auch nach den verschiedenen Erweiterungen macht der Hauptfriedhof sowohl nach Fläche als auch nach Anzahl der Grabstätten mit Abstand den größten Teil des gesamten Friedhofsareals aus. Während der evangelische und neue jüdische Friedhof räumlich klar abgegrenzt sind und über eigene Eingangsportale an der Außenmauer verfügen, bestehen die vergleichsweise kleinen orthodoxen und islamischen Abteilungen, der mormonische und der buddhistische Friedhof wie Enklaven an verschiedenen Stellen innerhalb des interkonfessionellen Teils des Friedhofsgeländes.
Im allgemeinen Sprachgebrauch wird der „Zentralfriedhof“ sowohl mit dem gesamten Friedhofsareal als auch dem interkonfessionellen Hauptfriedhof gleichgesetzt, weshalb im Gegensatz zu den konfessionellen Friedhöfen und Abteilungen für den Hauptfriedhof keine Bezeichnungen wie „katholischer Friedhof“ oder „katholische Abteilung“ üblich sind.

### Alter und neuer jüdischer Friedhof

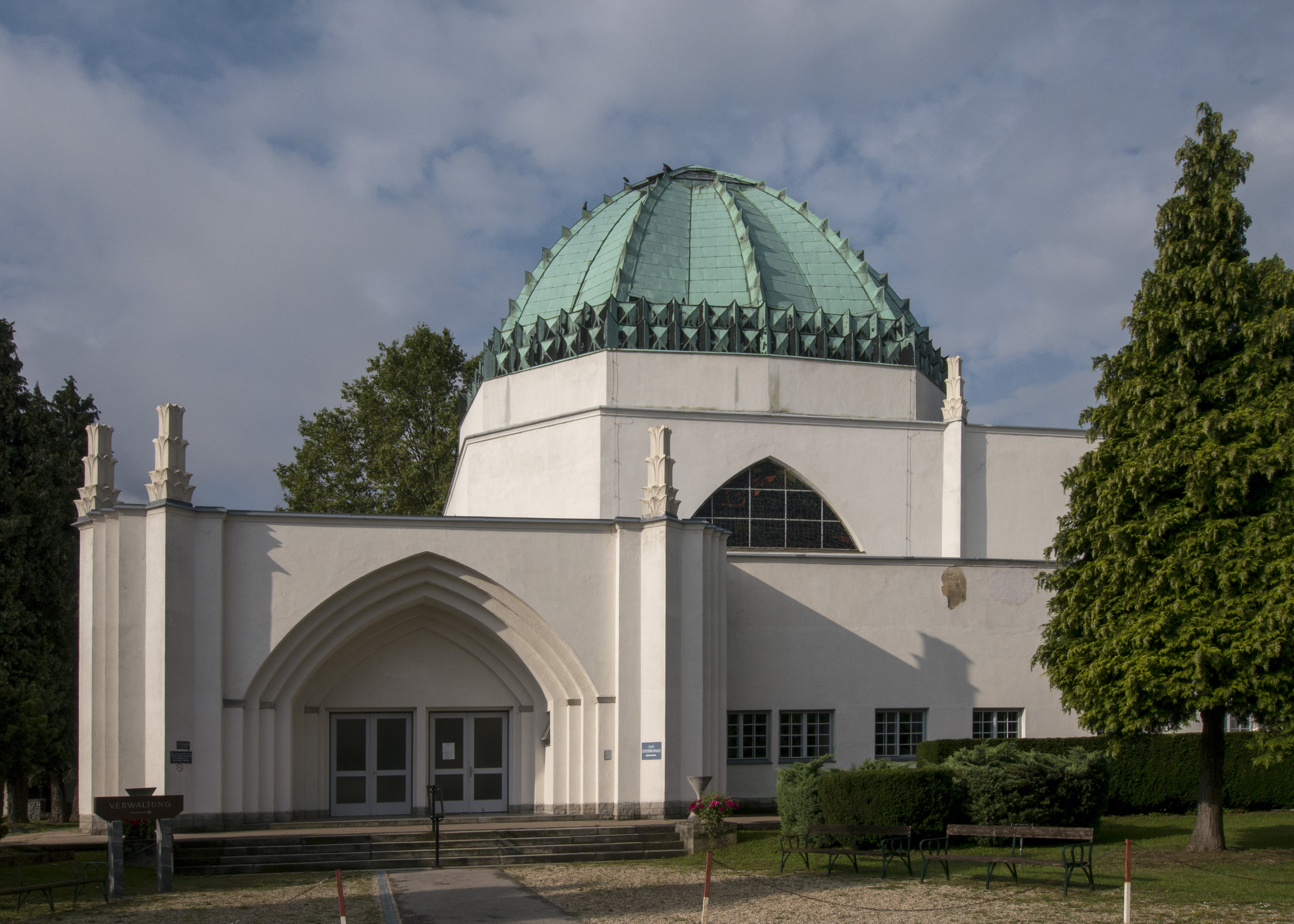
Zeremonienhalle am neuen israelitischen Friedhof hinter Tor 4

Als erste konfessionelle Abteilung wurde 1879 im Westen der Anlage bei Tor 1 der „jüdische Friedhof“ (offiziell als Israelitische Abteilung des Zentralfriedhofs bezeichnet) eröffnet. Doch bereits 1916 war diese Abteilung ausgelastet, weshalb am östlichen Ende des Friedhofsareals die Neue Israelitische Abteilung (5. Tor, vor Dezember 1996 in 4. Tor umbezeichnet) errichtet wurde. Der Schlussstein zu der von Architekt Ignaz Reiser (1863–1940) entworfenen Zeremonienhalle wurde am 12. September 1928 gelegt.
1945 wurden durch fehlgeleitete Fliegerbomben in der alten Abteilung schwere Schäden angerichtet und rund 3000 Grabstätten zerstört. In den folgenden Jahrzehnten verwilderte die Abteilung zusehends. 1991 begann der im selben Jahr gegründete unabhängige Verein „Schalom“, beschädigte Gräber zu restaurieren, Grabinschriften zu erneuern und generelle Instandhaltungsarbeiten durchzuführen. Der alte jüdische Friedhof, wo u. a. Arthur Schnitzler, Friedrich Torberg, Gerhard Bronner und Viktor Frankl beerdigt sind, und die neue Abteilung, wo u. a. Otto Soyka beigesetzt ist, sind die mit Abstand größten konfessionellen Abteilungen auf dem Gelände des Zentralfriedhofs.
In der Nacht des 31. Oktobers 2023 legten unbekannte Täter bei einem antisemitischen Anschlag Feuer im Vorraum der Zeremonienhalle, der daraufhin ausbrannte, und beschmierten die Außenwände mit Hakenkreuzen.

Jüdischer Friedhof Währing |
Jüdische Abteilung im Döblinger Friedhof |
Jüdischer Friedhof Floridsdorf |
Jüdischer Friedhof Rossau |
Alter jüdischer Friedhof im Zentralfriedhof |
Neuer israelitischer Friedhof im Zentralfriedhof

### Orthodoxe Abteilungen

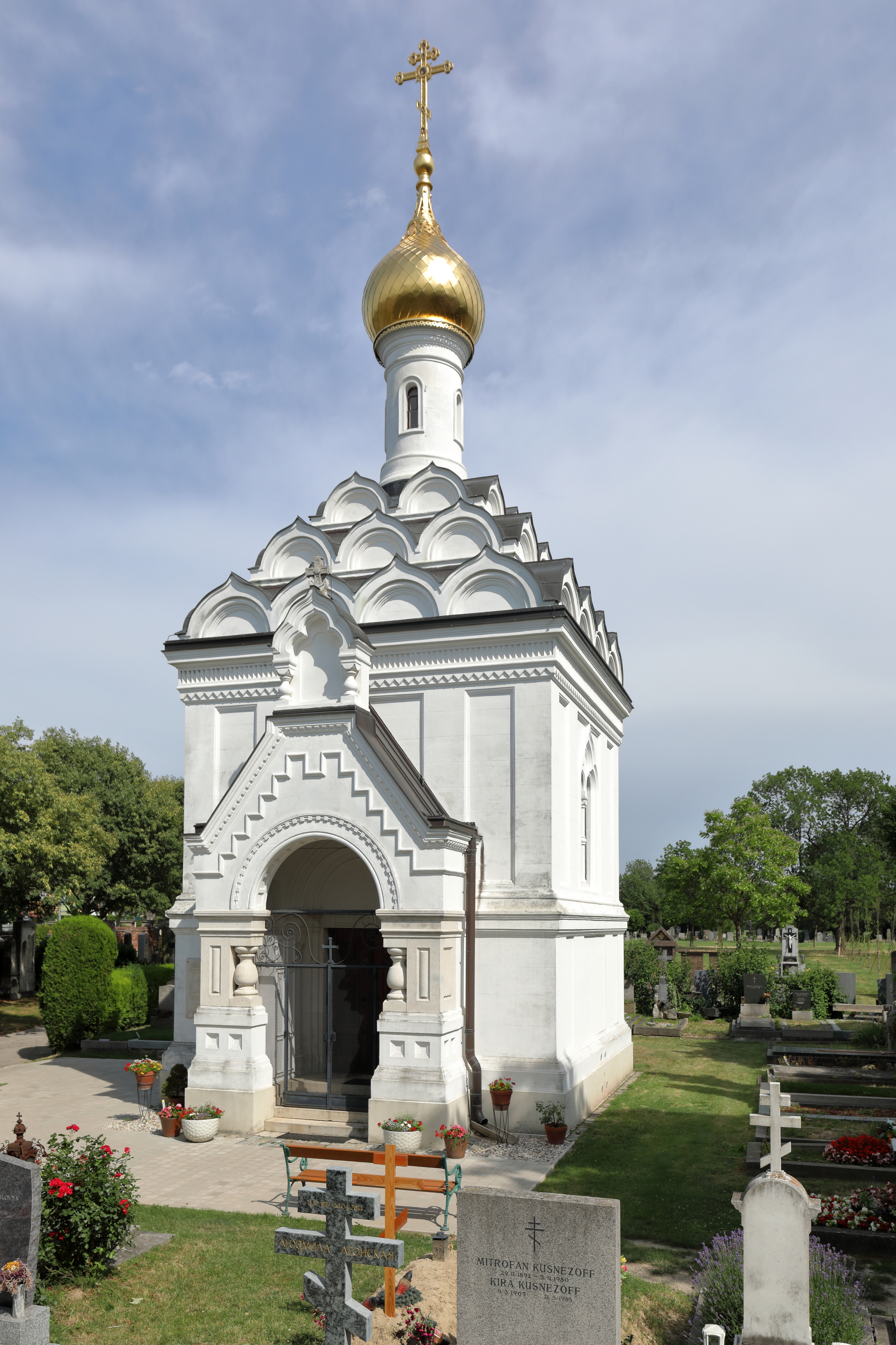
Russisch-orthodoxe Kirche zum heiligen Lazarus

Am 9. Mai 1895 wurde die Friedhofskirche zum heiligen Lazarus in der neu angelegten russisch-orthodoxen Abteilung eingeweiht. Mittlerweile gibt es eigene Abteilungen folgender orthodoxer Glaubensgemeinschaften:
- Bulgarisch-Orthodoxe Kirche
- Griechisch-Orthodoxe Kirche
- Koptische Kirche
- Rumänisch-Orthodoxe Kirche
- Russisch-Orthodoxe Kirche
- Serbisch-Orthodoxe Kirche
- Syrisch-Orthodoxe Kirche

### Der evangelische Friedhof

#### Vorgeschichte
Die evangelische Gemeinde Wien hatte durch die 1856 neu aufgekommene konfessionelle Gräbertrennung, die eine Folge des österreichischen Konkordats von 1855 war, bereits seit 1858, vor Errichtung des Zentralfriedhofs, einen eigenen evangelischen Friedhof im damaligen Wiener Stadtteil Matzleinsdorf gegründet und betrieben (heutiger Bezirk Favoriten). Ab 1876 war der Friedhof deswegen von der behördlichen Schließung bedroht. Ein weiterer flächenmäßiger Ausbau an diesem Ort wurde letztlich von der Stadt Wien abgelehnt. Der einzige Ausweg war somit die Anlage eines neuen, eigenständigen Friedhofs an anderer Stelle. Ende des 19. Jahrhunderts war es so weit, die Wiener evangelischen Gemeinden A. B. und H. B. erwarben – mehrere Kilometer entfernt – gemeinsam ein 11 Joch großes Areal an der Ostseite des Zentralfriedhofes, das zum evangelischen Friedhof Simmering wurde.

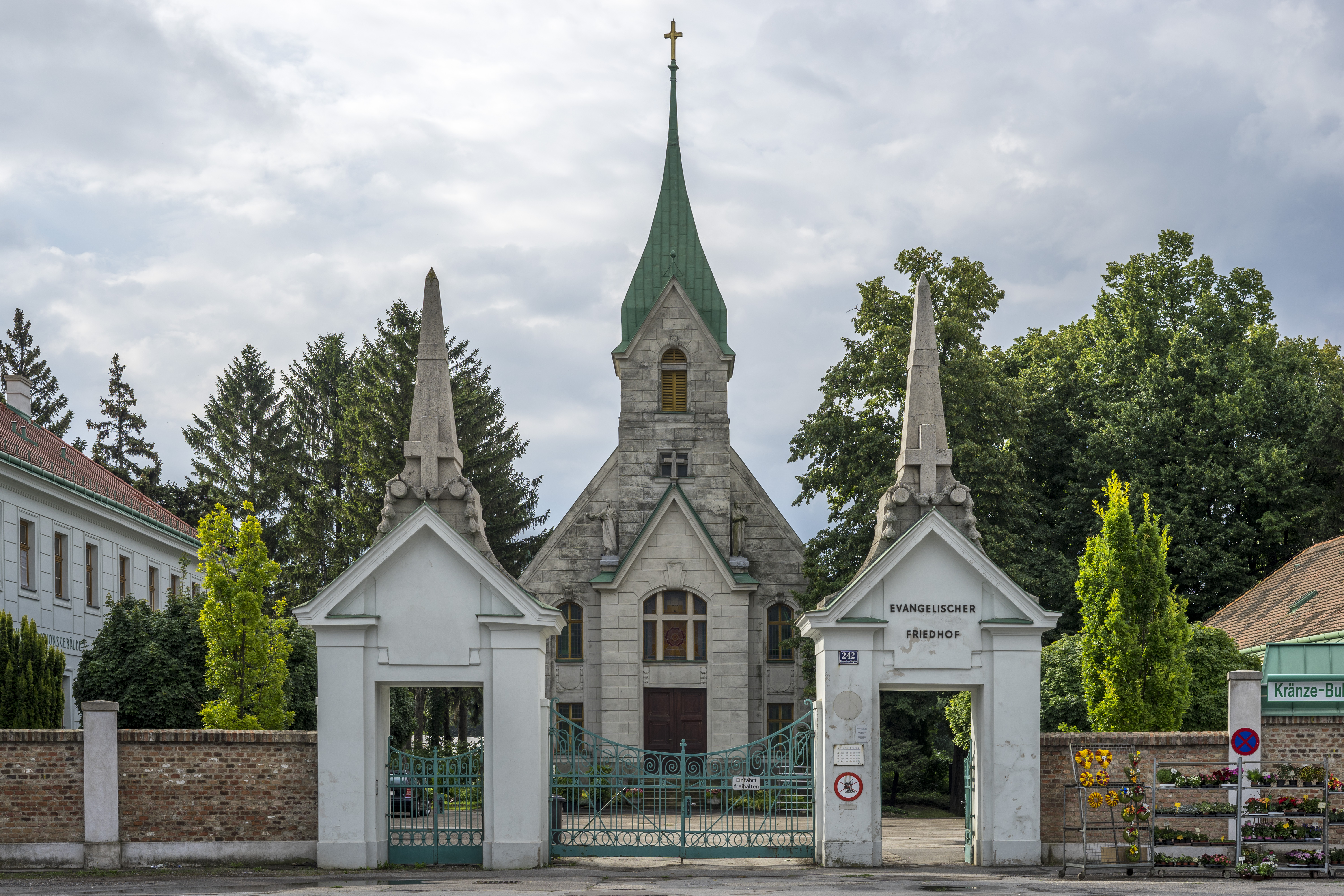
Eingang und Kirche des evangelischen Friedhofs

#### Das Friedhofsgelände
Der evangelische Friedhof, der über das 3. Tor zu erreichen ist (früher 4. Tor direkt neben dem 3. Tor; diese Tornummer wurde spätestens ab 4. Dezember 1996 für die Neue israelitische Abteilung verwendet), wurde im Jahr 1904 eröffnet und eingeweiht. Er ist nach wie vor in evangelischem Besitz und wird nicht von der Stadtverwaltung, sondern von einem eigenen Friedhofsausschuss der evangelischen Gemeinden A. B. und H. B. örtlich verwaltet.
Die Ruhestätte hat eine Friedhofskirche, die Heilandskirche, und eine eigene Aufbahrungshalle, beide sind bereits seit der Eröffnung vorhanden.
Für die Gestaltung der Anlagen seinerzeit verantwortlich war Karl Friedrich Wolschner in Kooperation mit Rupert Diedtel, die sich im Wettbewerb mit ihrem gemäßigten Konzept durchsetzen konnten. Das Gelände und dessen Kirche wirken durch den auf das Wesentliche reduzierten, gotischen Charakter, unaufdringlich und damit einem Friedhof angemessen. Die Friedhofshalle wurde bereits einmal in den Jahren 1977 bis 1978 umgebaut.
Das Grundstück selbst ist schmal und länglich und nimmt mit rund 6,3 Hektar eine bescheidene Fläche im 250 Hektar großen Gesamtareal ein. Von der Simmeringer Hauptstraße aus gesehen, grenzt an seine rechte Längsseite der Hauptfriedhof, während sich an seiner linken Längsseite der 1917 entstandene, neue jüdische Friedhof befindet. An der schmalen Hinterseite stößt der evangelische Friedhof an einen erweiterten Teil des Zentralfriedhofs. Flächenmäßig gibt es somit keine unmittelbaren Ausweichmöglichkeiten mehr. Der Friedhof ist allerdings ohnehin erst zu 40 % ausgelastet, insgesamt bietet er 8448 Grabstellen, 380 Urnengräber und 85 Urnennischen (Stand: Oktober 2006). Aufgrund der Schmalheit des Geländes gibt es nur einen einzelnen, mittigen Hauptweg, der beiderseitig von Gräbern und Urnennischen flankiert wird. Bis 1985 durfte dieser noch täglich mit dem Auto befahren werden, mittlerweile nur mehr mittwochs mit ärztlichem Attest (im Gegensatz zum Hauptfriedhof). Vereinzelt bestehen für Fußgänger auch Durchgangsmöglichkeiten zu den umliegenden Abteilungen.

### Islamische Abteilungen
Bereits seit Ende des 19. Jahrhunderts werden Muslime auf dem Zentralfriedhof bestattet. Mitte der 1970er Jahre wurde die erste islamische Abteilung errichtet, später folgten eine zusätzliche und eine islamisch-ägyptische Abteilung. Die Gräber sind – unabhängig vom Verlauf der Gehwege – nach der vom Koran vorgeschriebenen Gebetsrichtung Qibla, also gen Mekka ausgerichtet. Da diese Abteilungen bald an ihre Kapazitätsgrenzen stoßen werden, wurde der Islamischen Glaubensgemeinschaft seitens der Stadt Wien bereits 2001 ein eigener islamischer Friedhof im 23. Wiener Gemeindebezirk Liesing zugesichert. Nach mehreren Verzögerungen bei den Bauarbeiten wurde der Islamische Friedhof Wien am 3. Oktober 2008 eröffnet.

### Buddhistischer Friedhof

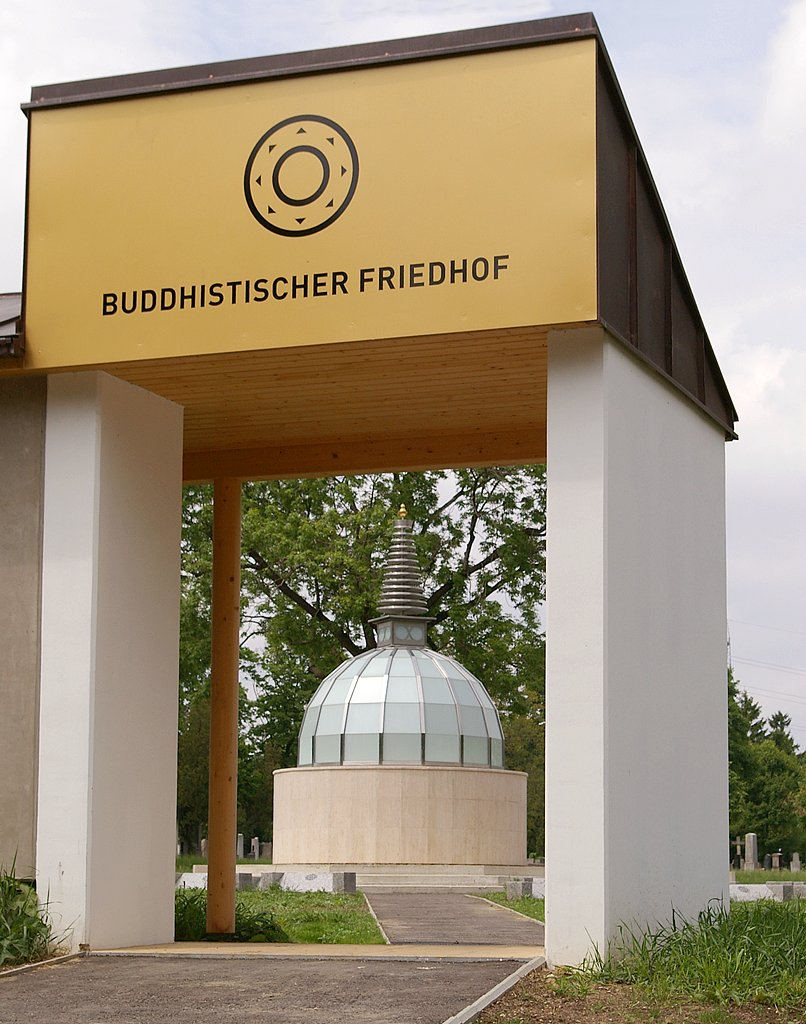
Eingangsbereich und Stupa des Buddhistischen Friedhofs

Seit 2005 gibt es auch eine buddhistische Abteilung (Gruppe 48A). Nach erfolgreichen Gesprächen von Vertretern der Österreichischen Buddhistischen Religionsgesellschaft mit der zuständigen Magistratsabteilung 43 wurde im Herbst 2003 eine Bodeneinsegnung vorgenommen und mit dem Bau begonnen. Am 23. Mai 2005, dem Vesakhtag 2549, wurde der Buddhistische Friedhof eingeweiht, in einer feierlichen Zeremonie wurde der Stupa, ein im Zentrum der Anlage stehender Sakralbau, von Mönchen mit Sutrentexten aller in Österreich vertretenen buddhistischen Schulen befüllt. Die Eröffnung stieß auf großes mediales Interesse, da Friedhöfe dieser Art außerhalb der buddhistischen Kernländer kaum vorhanden sind. Die Gestaltung erfolgte nach Entwürfen des Architekten Christof Riccabona, der bereits den Park der Ruhe und Kraft für den Zentralfriedhof geplant hatte. Die Gräbergruppen sind in Form eines acht-speichigen Rades um den Stupa angelegt, die acht Rad-Segmente symbolisieren den edlen achtfachen Pfad des Buddhismus. Zwölf am Umfassungsweg der Anlage gesetzte Steine stehen für die Ursachen bedingten Entstehens und somit der Wiedergeburt. Als Bestattungsarten sind sowohl Sarg- als auch Urnenbegräbnisse möglich.

## Präsidentengruft und Staatsbegräbnis

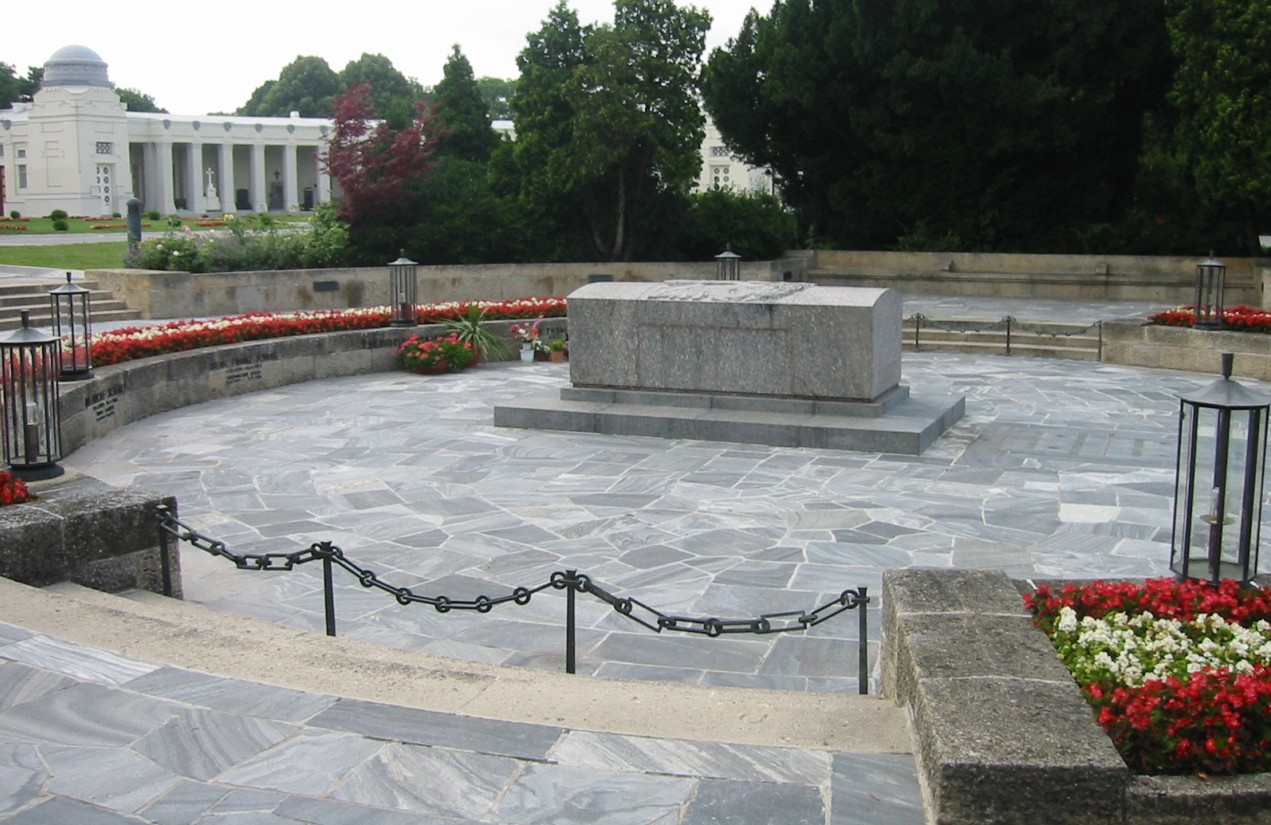
Präsidentengruft

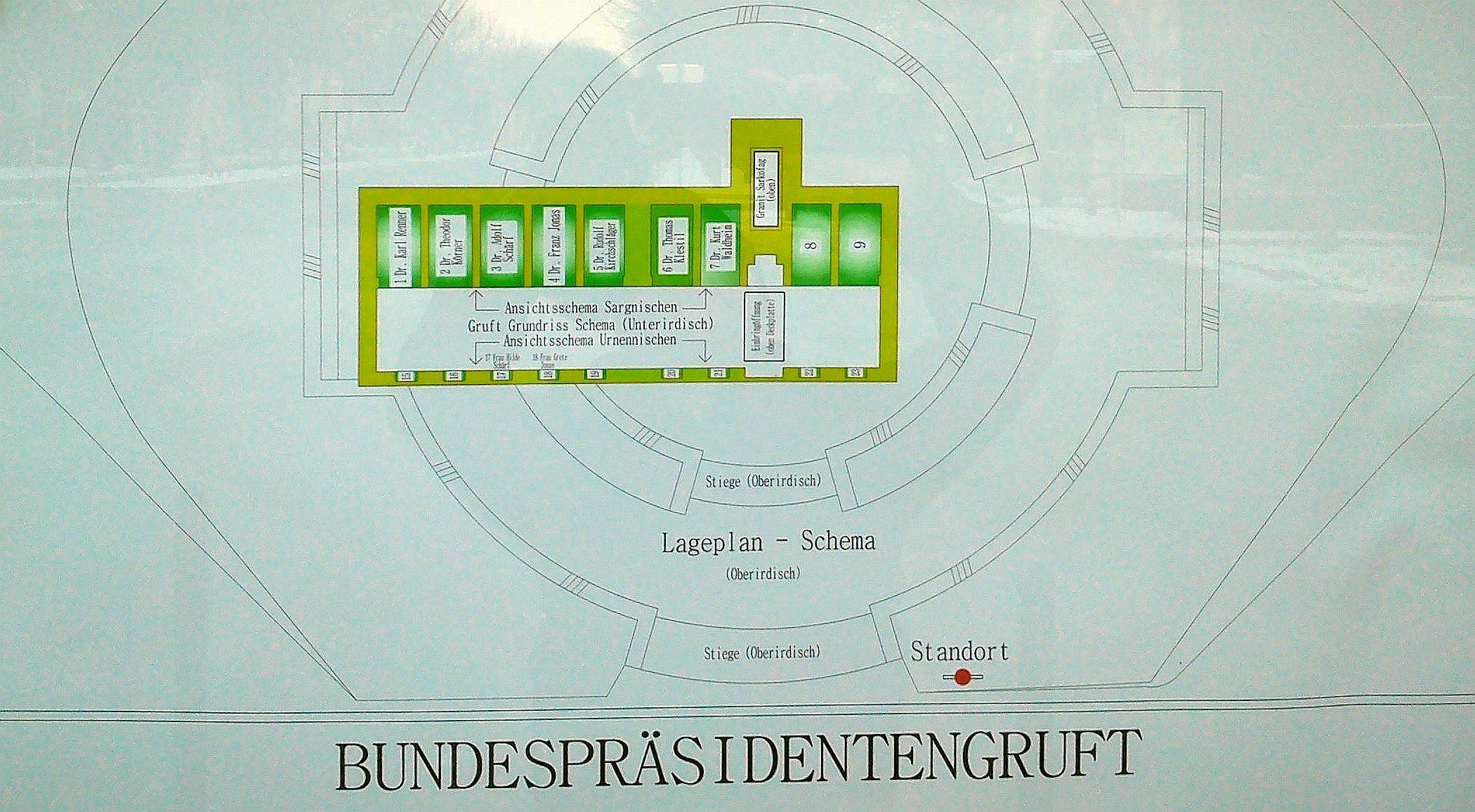
Plan der Präsidentengruft 1

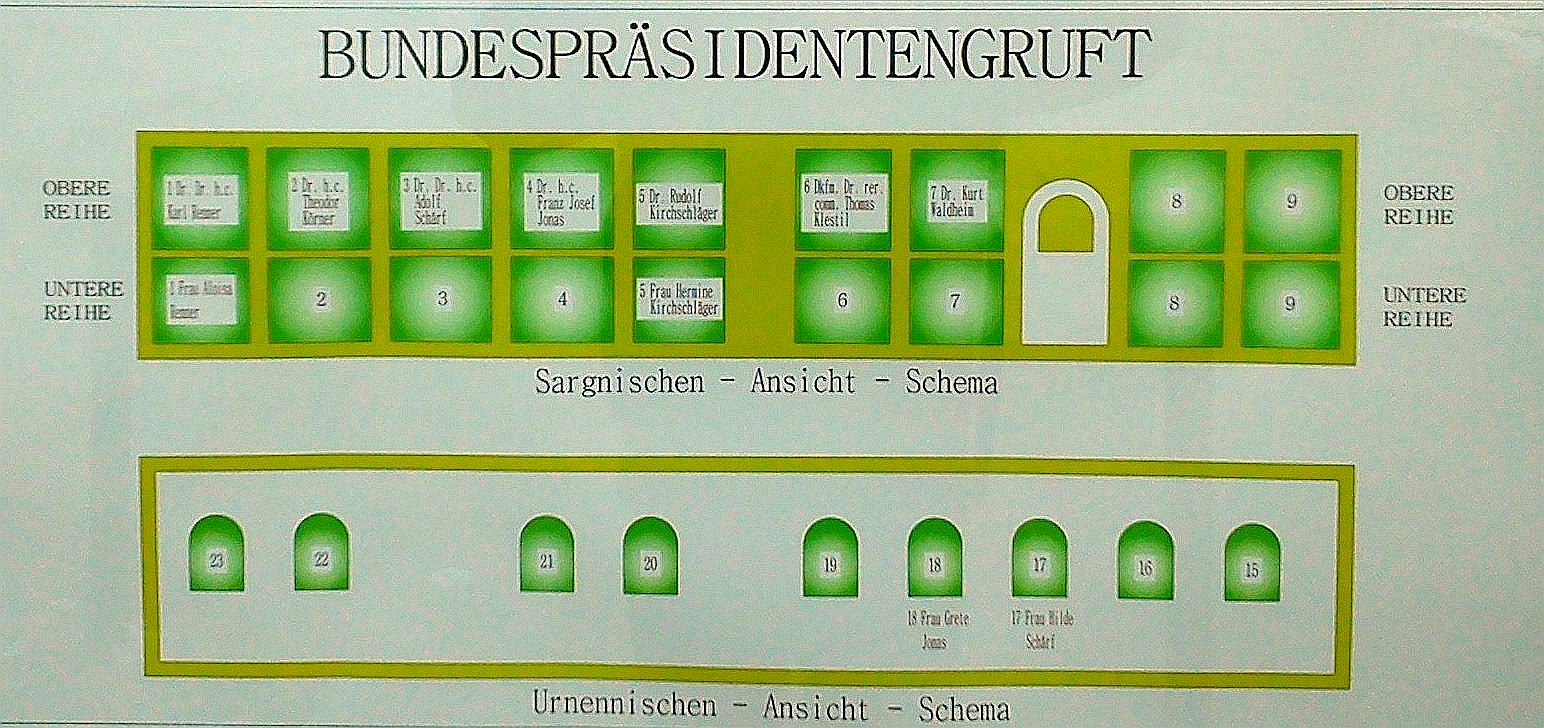
Plan der Präsidentengruft 2

Unmittelbar vor der Karl-Borromäus-Kirche befindet sich die Präsidentengruft, in der seit 1951 die Bundespräsidenten der Zweiten Republik mit allen Ehren beigesetzt werden. Mit Stand Sommer 2022 sind dies:
| Name                 | Lebensdaten | Amtszeit  |
| -------------------- | ----------- | --------- |
| Karl Renner          | 1870–1950   | 1945–1950 |
| Theodor Körner       | 1873–1957   | 1951–1957 |
| Adolf Schärf         | 1890–1965   | 1957–1965 |
| Franz Jonas          | 1899–1974   | 1965–1974 |
| Rudolf Kirchschläger | 1915–2000   | 1974–1986 |
| Thomas Klestil       | 1932–2004   | 1992–2004 |
| Kurt Waldheim        | 1918–2007   | 1986–1992 |

Die sehr flache Bauweise der 1951 errichteten Gruftanlage und das dadurch nicht sehr prunkvolle Erscheinungsbild sind eine Folge der Vorgabe an den Architekten, die Sicht auf die Karl-Borromäus-Kirche nicht zu beeinträchtigen. Da die Gruft ursprünglich nur für den 1950 verstorbenen Karl Renner vorgesehen war, ist auf dem Steinsarkophag im Zentrum des Rondeaus nur dessen Name zu finden. Die Namen aller beigesetzten Präsidenten sind auf der Deckplatte zur Gruft sowie seitlich der Anlage verewigt. Für die Ehepartner der Bundespräsidenten ist es möglich, ebenfalls in der Gruft beigesetzt zu werden, dies bedarf jedoch der Zustimmung der Präsidentschaftskanzlei. So haben die Präsidentengattinnen Hilda Schärf († 1956), Aloisia Renner († 1963), Margarete Jonas († 1976), Herma Kirchschläger († 2009) und Elisabeth Waldheim († 2017) ihre letzte Ruhe an der Seite ihrer Ehemänner gefunden; Bundespräsident Körner war Junggeselle.
Staatsbegräbnisse und sogenannte staatliche Begräbnisse werden vom Ministerrat beschlossen und von der Republik Österreich organisiert und bezahlt. Sie sind für Bundespräsidenten, Bundeskanzler und Nationalratspräsidenten vorgesehen. Falls die betreffende Person in Ausübung ihres Amtes verstirbt, ist ein Staatsbegräbnis möglich, ansonsten ein staatliches Begräbnis.
Die ehemaligen Bundespräsidenten Rudolf Kirchschläger und Kurt Waldheim lehnten testamentarisch die ansonsten übliche öffentliche Aufbahrung in der Hofburg ab. Der ehemalige Bundeskanzler Josef Klaus wurde seinem letzten Willen entsprechend im engsten Familienkreis auf dem Grinzinger Friedhof beerdigt. Zuletzt wurde 2014 die Nationalratspräsidentin Barbara Prammer mit einem Staatsbegräbnis geehrt. Das letzte staatliche Begräbnis wurde 2024 für Bundeskanzlerin Brigitte Bierlein abgehalten.
Mit Ausnahme von Alfons Gorbach, Josef Klaus und Fred Sinowatz sind alle verstorbenen österreichischen Bundespräsidenten und Bundeskanzler der Zweiten Republik auf dem Wiener Zentralfriedhof beerdigt, die Präsidenten in der Präsidentengruft und die Kanzler in Ehrengräbern. Der letzte Bundespräsident vor der NS-Zeit, Wilhelm Miklas, ist 1956 verstorben und wurde auf dem Döblinger Friedhof bestattet.

## Gedenkstätten und Kriegsgräber

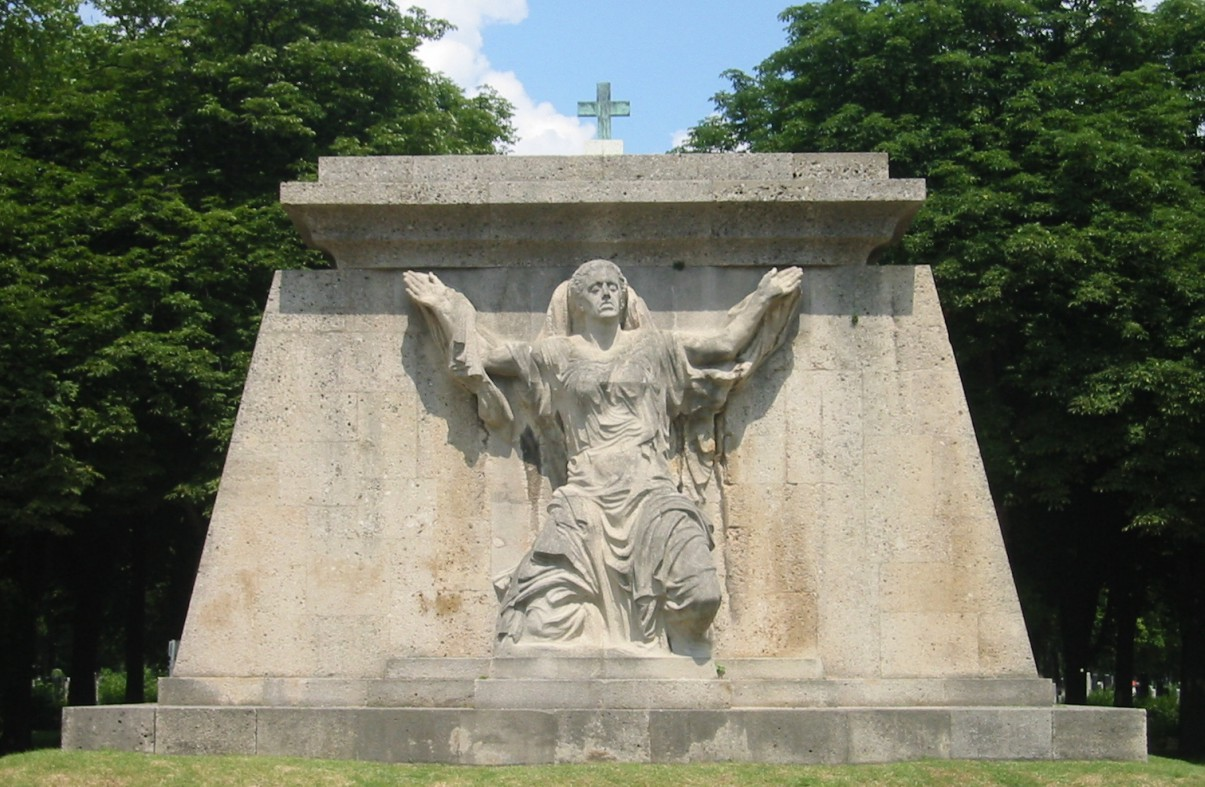
Kriegerdenkmal für die Opfer des Ersten Weltkrieges

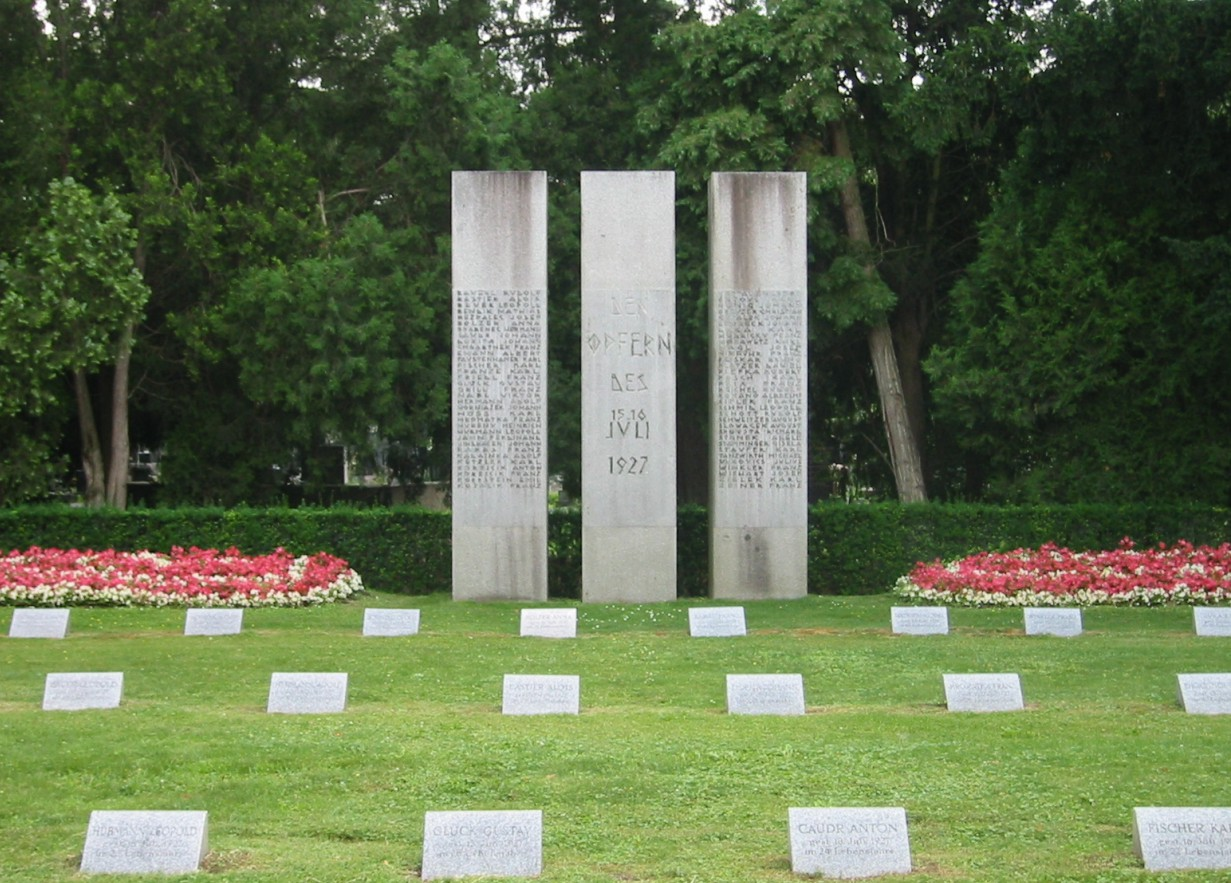
Gedenkstätte für die Opfer des 15. und 16. Juli 1927

Auf dem Friedhofsgelände befinden sich zahlreiche Gedenkstätten und Kriegsgräber bzw. Soldatenfriedhöfe. Die größten derartigen Gräberanlagen sind:
- Friedhof für die Kriegsopfer des Ersten Weltkrieges, an dessen Vorderseite sich das 1925 von Anton Hanak gestaltete, monumentale Kriegerdenkmal Schmerzensmutter befindet
- Friedhof für die Kriegsopfer des Zweiten Weltkrieges
- Mahnmal für die Opfer des Faschismus 1934–1945[35] (Gruppe 41; Enthüllung am 1. November 1948), gestaltet von Fritz Cremer, Wilhelm Schütte und Margarete Schütte-Lihotzky
- Russischer Heldenfriedhof mit den sowjetischen Kriegsgräbern des Zweiten Weltkrieges, in denen 2624 gefallene Soldaten der Roten Armee (darunter zwölf Helden der Sowjetunion) beerdigt sind.[36][37]
- Jüdisches Heldendenkmal und Gräber gefallener jüdischer Soldaten des Ersten Weltkriegs aus Wien.

Darüber hinaus gibt es gemeinsame Gräberanlagen von Opfern, die bei verschiedenen Ereignissen ums Leben kamen, woran entsprechende Mahnmale oder Gedenksteine erinnern. Dies sind unter anderem:
- Opfer der Märzrevolution von 1848
- Opfer des Ringtheaterbrandes vom 8. Dezember 1881
- Opfer der Luftschiffkatastrophe vom 20. Juni 1914
- Opfer des 15. und 16. Juli 1927 (erschossene Demonstranten beim Justizpalastbrand)
- Opfer der Exekutive vom Juli 1927 (getötete Polizisten beim Justizpalastbrand)
- Opfer des Lawinenunglücks am Hohen Sonnblick vom 21. März 1928
- Opfer des 12. Februar 1934 (zivile Opfer des Bürgerkrieges) und separat: Opfer der Exekutive der Februarkämpfe 1934 (siehe auch Liste von Denkmälern für den Februaraufstand 1934).
- Opfer von Spaniens Faschismus (gefallene Interbrigadisten)
- Opfer der Nationalsozialisten und der NS-Justiz (Volks- wie Militärgerichtsbarkeit) (Widerstandskämpfer und Deserteure der Wehrmacht die während des NS-Regimes an dieser Stelle in Massengräbern beerdigt wurden)[38][39][40]
- Opfer der tschechischen Widerstandsbewegung gegen die Nationalsozialisten (ebenfalls Gruppe 40)
- Opfer des Bombenkrieges von 1944 bis 1945 (ebenfalls Gruppe 40)
- Opfer der Kindereuthanasie Am Spiegelgrund von 1940 bis 1945
- Opfer des Massakers von Hadersdorf am Kamp vom 6. April 1945 im Rahmen der sogenannten Kremser Hasenjagd (Massengrab Gruppe 40)[41][42]

## Grabstätten im Dienst der Wissenschaft (Ehrengrabstätte des Zentrums für Anatomie und Zellbiologie)
Eine große Wiese nahe dem 3. Tor, die Gruppe 26, sowie ein weiterer Bereich der Gruppe 12F dienen als letzte Ruhestätte für derzeit über 13.000 Menschen, die sich aus verschiedenen persönlichen Gründen bereit erklärt hatten, ihren Körper nach ihrem Tode der medizinischen Wissenschaft zur Verfügung zu stellen. Jährlich kommen etwa 600 bis 700 Verstorbene dazu, die mittels Testament oder Verfügungserklärung ihren Körper dem Zentrum für Anatomie und Zellbiologie der Medizinischen Universität Wien überlassen haben, damit angehende junge Mediziner daran pietätvoll ihre medizinischen bzw. chirurgischen Eingriffe erlernen können. Die Aufbereitung des Körpers und die anatomischen Untersuchungen zu Ausbildungs- und Forschungszwecken dauern im Regelfall zwischen einem Monat und drei Jahren. Danach werden die verbliebenen menschlichen Körperteile eingeäschert und an der Grabstätte der Anatomie beigesetzt.

## Architektur

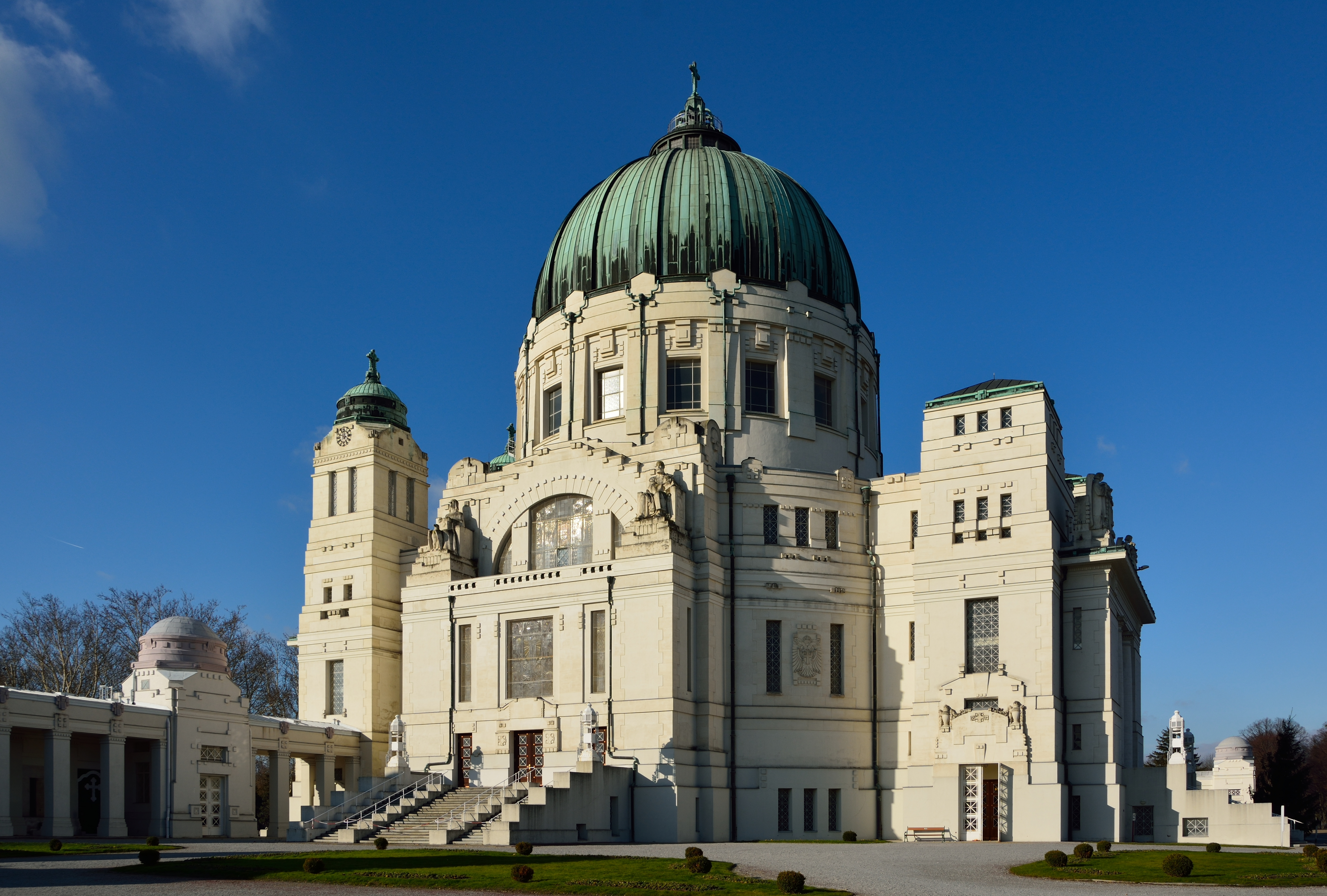
Karl-Borromäus-Kirche nach Max Hegele

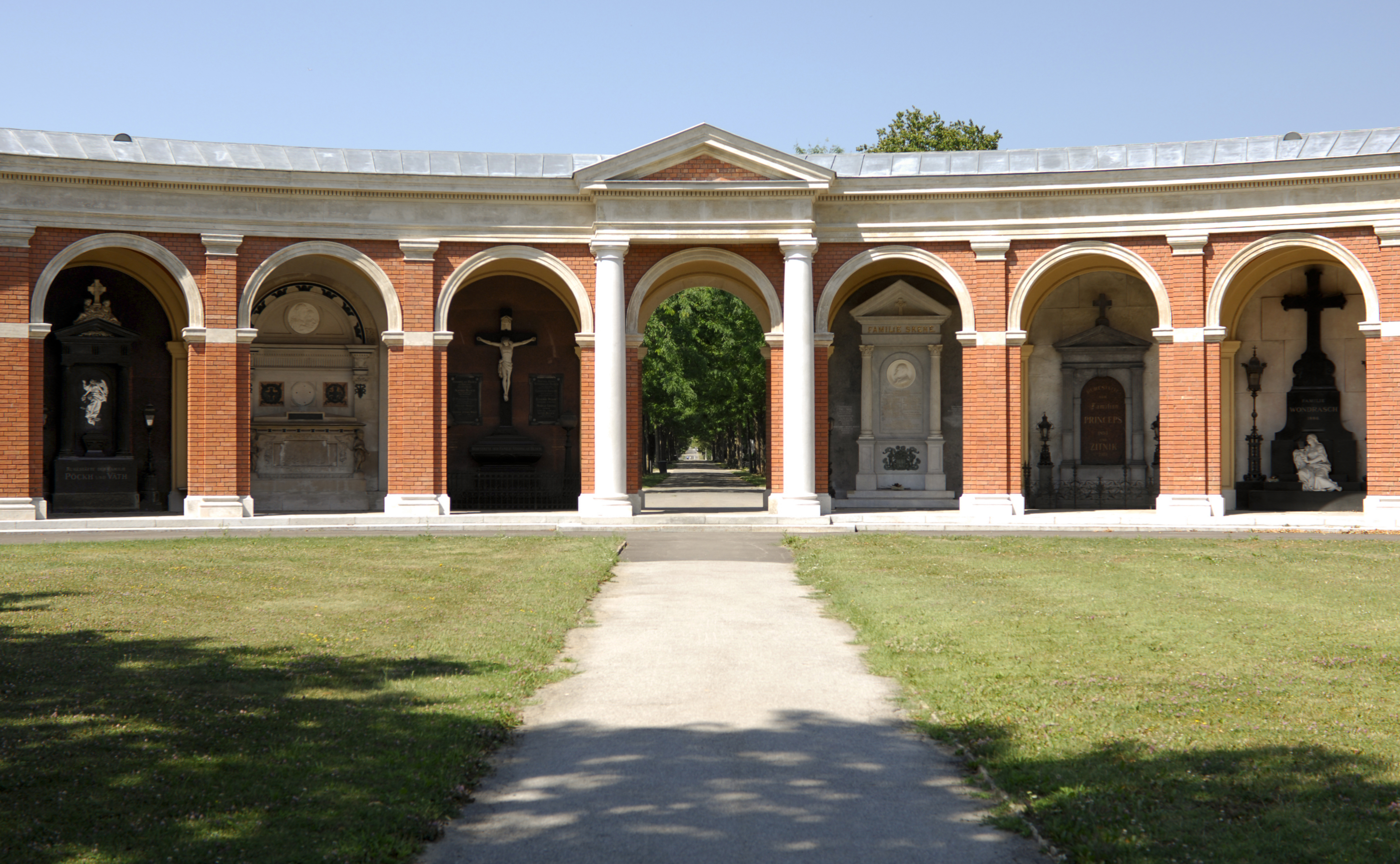
Zentralfriedhof Wien, Alte Arkaden, errichtet 1879–1881

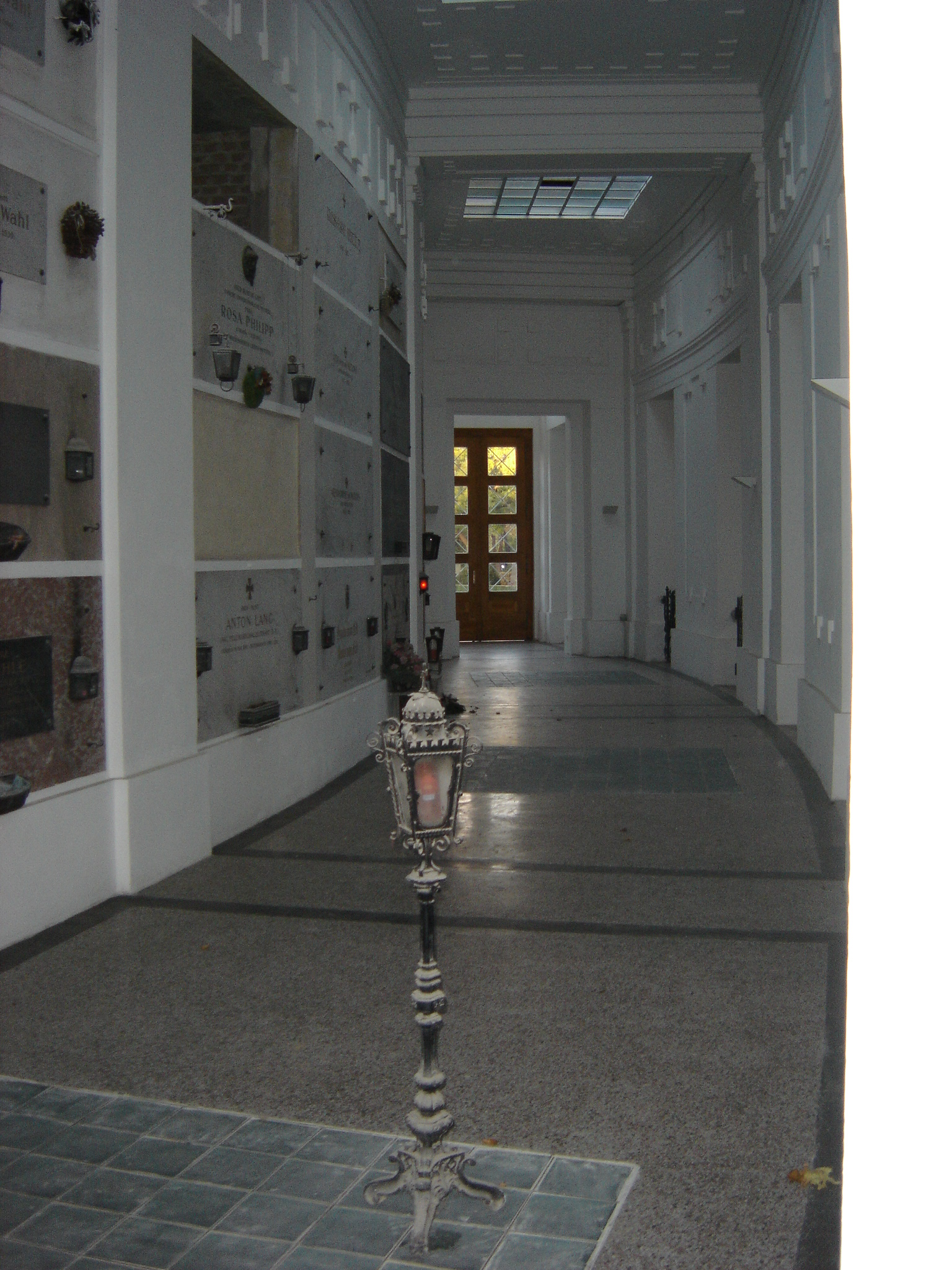
Zentralfriedhof Wien, Neue Arkaden, errichtet 1905–1907 (Erdgeschoß, Innen)

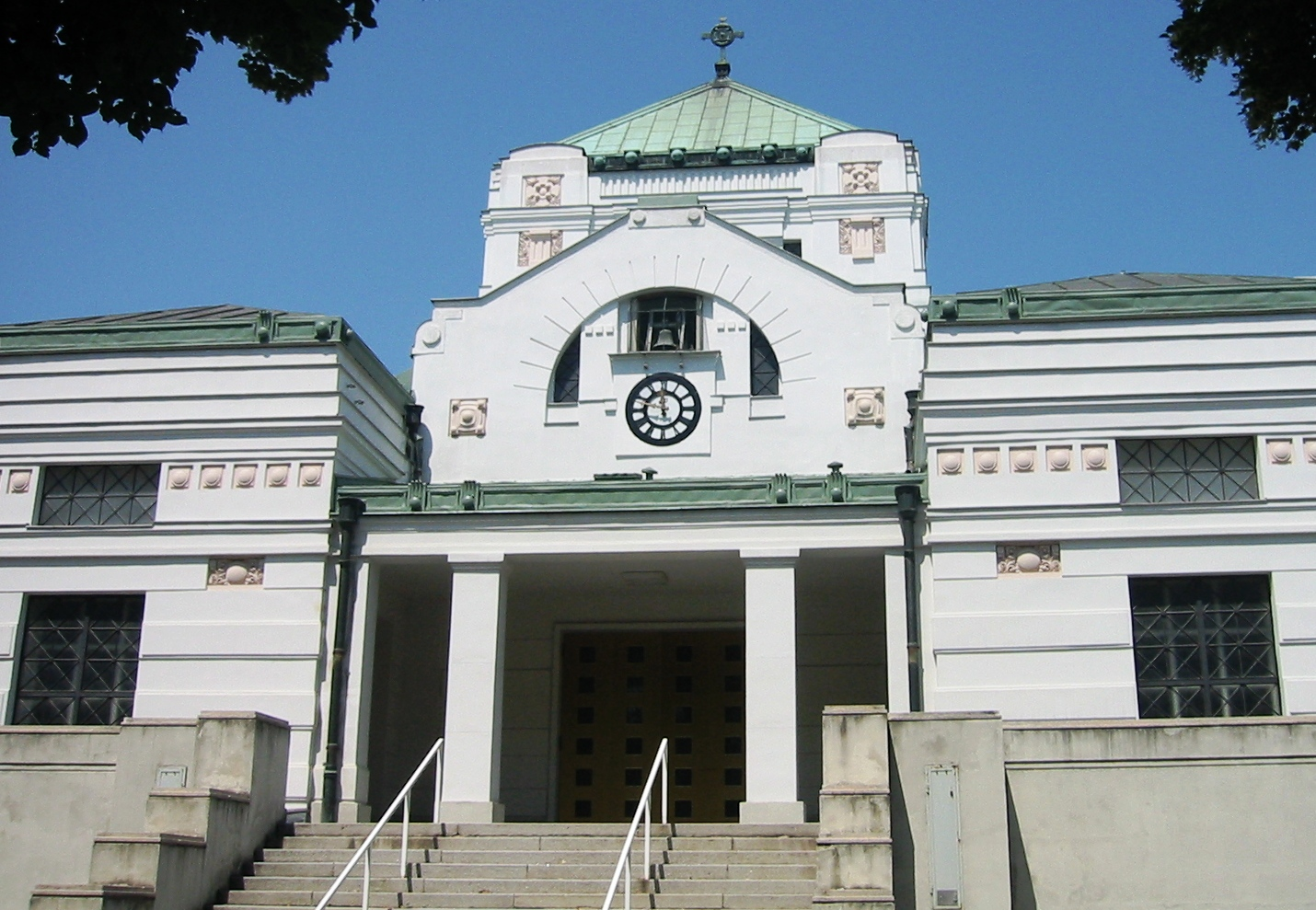
Aufbahrungshalle nach Max Hegele

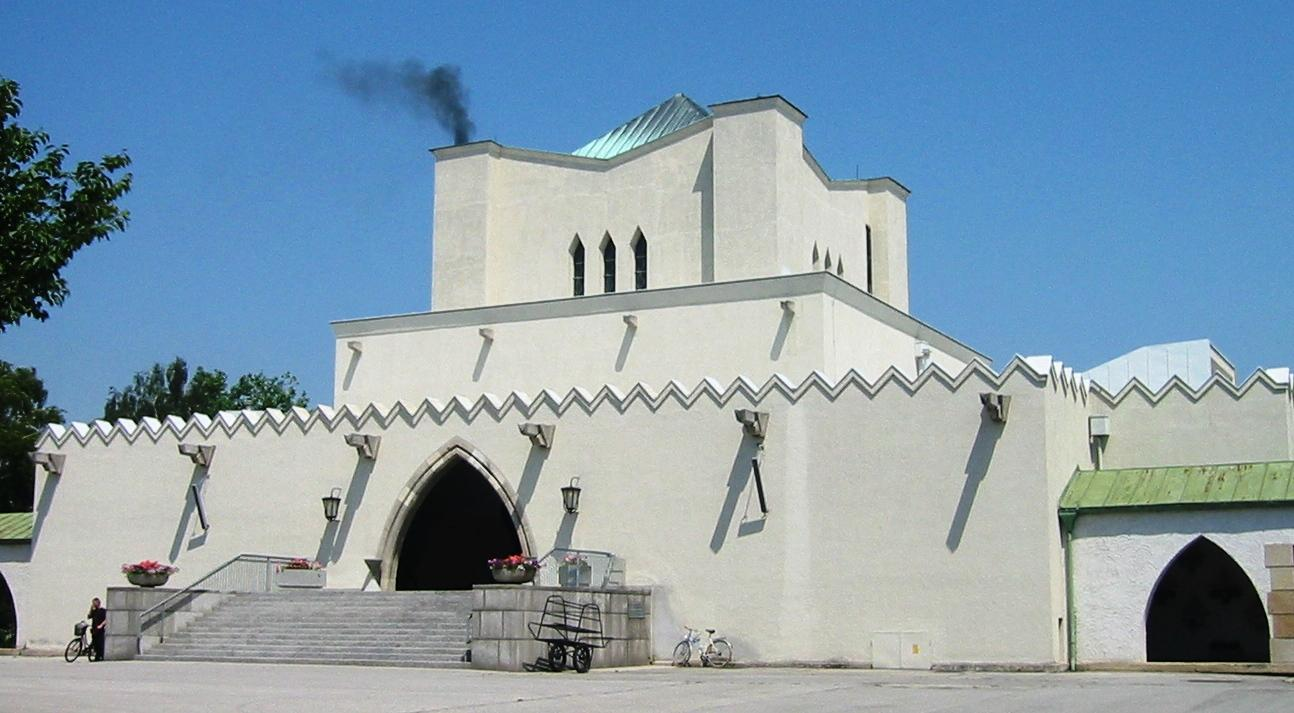
Feuerhalle Simmering nach Clemens Holzmeister

Der Zentralfriedhof ist auf zuvor unbebautem Gebiet entstanden, weshalb seine Architekten große Freiräume bei der Gestaltung hatten. Er zeichnet sich bereits im Grundriss durch sehr klare, von Menschenhand sorgfältig geplante Strukturen aus, insbesondere in der Anordnung der Gräber und Friedhofsstrecken. Die parallel und normal zum Haupttor angelegten Wege ergeben hier einen funktionalen rechtwinkligen Raster. Zusätzlich führen vom Haupttor zwei ca. in 45° diagonal angelegte Hauptwege in das Gelände hinein, zu denen weitere Parallelen existieren.
Das erste Augenmerk bei der Ankunft gilt dem unübersehbaren Haupttorbereich. Er wurde 1905 nach Entwürfen von Max Hegele, einem Schüler von Victor Luntz und Karl von Hasenauer, erbaut und umfasst die Portalanlage selbst sowie die beiden Aufbahrungshallen 1 und 2 links und rechts davon. Aus praktischen Gründen stellten sie die frühesten Baumaßnahmen des Hegele-Konzepts dar.
Das schöpferische und geographische Zentrum des Geländes ist jedoch unzweifelhaft die von Hegele entworfene Friedhofskirche zum heiligen Karl Borromäus, auf die man direkt vom Haupttor aus zusteuert. Von 1908 bis 1910 errichtet, zählt sie heute zu den bedeutendsten Jugendstil-Kirchenbauten. Glasfenster und Wandmosaike stammen von Leopold Forstner, der nach seinen Entwürfen in den Kuppelpendentifs die vier Evangelisten darstellte und die Eingangsbereiche zu den Seitenkapellen gestaltete. Unter dem Hauptaltar befindet sich die Gruft des 1910 verstorbenen Wiener Bürgermeisters Karl Lueger, der 1908 den Grundstein für die Kirche gelegt hatte, weshalb die Kirche auch unter dem Namen Dr.-Karl-Lueger-Gedächtniskirche bekannt ist. Von 1995 bis 2000 wurde die Kirche einer Generalsanierung unterzogen, da der „Zahn der Zeit“ außen wie innen zum Teil erhebliche Schäden hinterließ; unter anderem wurde die Innenkuppel, die nach dem Zweiten Weltkrieg im Zuge der Rekonstruktion des von einer Fliegerbombe zerstörten Daches nur notdürftig restauriert worden war, originalgetreu wiederhergestellt.
Teil des Hegele-Konzepts waren auch die zu beiden Seiten der Kirche gelegenen Gruftanlagen – die Neuen Arkaden, die noch vor Baubeginn der Kirche in den Jahren 1905 bis 1907 errichtet wurden. Sie beherbergen 70 Arkadengrüfte, zwei Mausoleen und 768 Kolumbarnischen, in denen nicht – wie mancher vermuten würde – Aschenurnen, sondern Särge untergebracht sind.
Die zwischen der Friedhofskirche und dem 2. Tor gelegenen Alten Arkaden – ein Ziegelbau im Neo-Renaissance-Stil – mit 36 Arkadengrüften wurden bereits früher errichtet. Sie dienen vorwiegend als Grabanlage für Familien aus dem Bürgertum der Ringstraßenzeit. 1879 wurde der Baubeschluss gefasst, 1881 war die Anlage fertiggestellt. Die rasche Fertigstellung geht wahrscheinlich darauf zurück, dass der Bau ausschließlich aus privaten Mitteln finanziert wurde.
Baulich bemerkenswert sind im Zusammenhang mit dem Areal rund um die Borromäus-Kirche auch die diese umgebenden Gräbergruppen- und Wegeanordnungen. Im Grundriss lässt sich um das Gebetshaus herum nämlich eine üppige Kreuzform erkennen. Diese optische Hervorhebung im flächendeckend dominierenden Kachelmuster wurde einerseits durch halbkreisförmige Wege als Hauptkonturen erreicht, andererseits auch durch eine wesentlich engere Rasterung der Gräbergruppen innerhalb dieser Konturen. Das gedachte Kreuz ist längssymmetrisch, sein Fuß geht in den Haupttorbereich über.
Durch das lange Bestehen des Friedhofs kamen mit der Zeit noch einige weitere architektonisch interessante Einrichtungen unterschiedlicher Art hinzu.
Die Feuerhalle Simmering wurde von 1921 bis 1922 nach Plänen des Architekten Clemens Holzmeister als erstes österreichisches Krematorium in einem expressionistischen Stil mit orientalischen Einflüssen errichtet. Holzmeister errang bei dem Gestaltungswettbewerb zwar nur den dritten Platz (es siegte ein Entwurf von Josef Hoffmann), wurde aber dennoch mit dem Bau beauftragt, da sein Konzept das auf demselben Areal bestehende Schloss Neugebäude besser mit einbezog. Für Holzmeister bedeutete dieser Auftrag seinen Durchbruch als Architekt, und nach Fertigstellung des Krematoriums wurde er zur Leitung einer Architekturklasse an die Wiener Akademie der bildenden Künste berufen. Fast ein halbes Jahrhundert später, von 1965 bis 1969, war es erneut Holzmeister, der einige Erweiterungen und Umbauten vornahm, unter anderem kamen neue Zeremonienhallen dazu und die 1927 von Anton Kolig gestalteten Fresken wurden in den Kuppelraum verlegt.
In den 1920er Jahren wurde auch noch eine weitere, dritte Aufbahrungshalle auf dem Friedhofsgelände errichtet. Der Entwurf stammt von Karl Ehn (einem Schüler Otto Wagners), der sie 1924 fertigstellte. Sie liegt weit im Inneren des Friedhofsgeländes, am Ende der links vom Haupttor wegführenden Diagonalachse, ist deswegen anders als die Hallen beim Haupttor nur eine Gruppe weit vom Ehrenhain entfernt.

## Der Friedhof als Naturraum

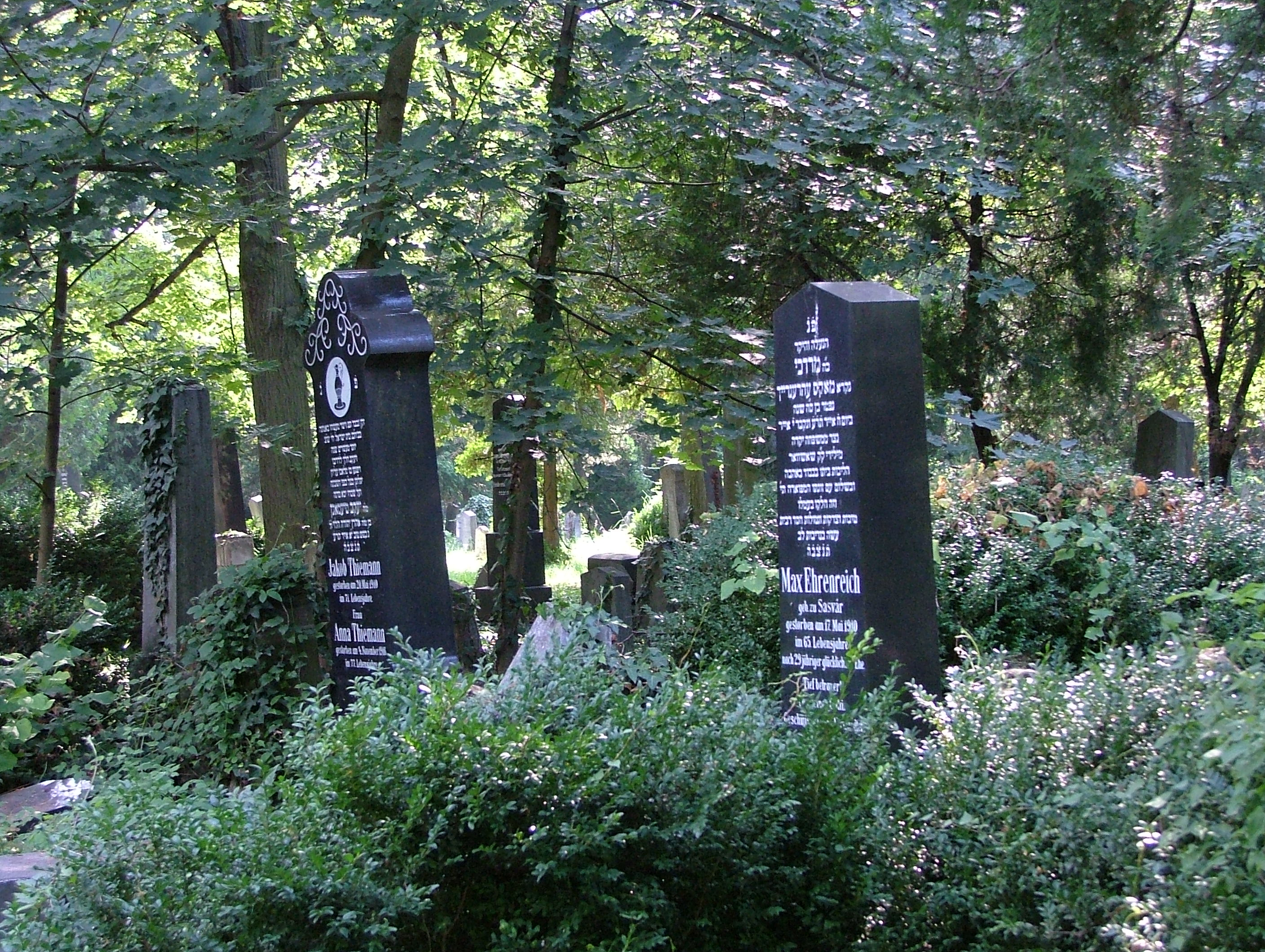
Dicht bewachsene Gräber auf dem alten jüdischen Friedhof

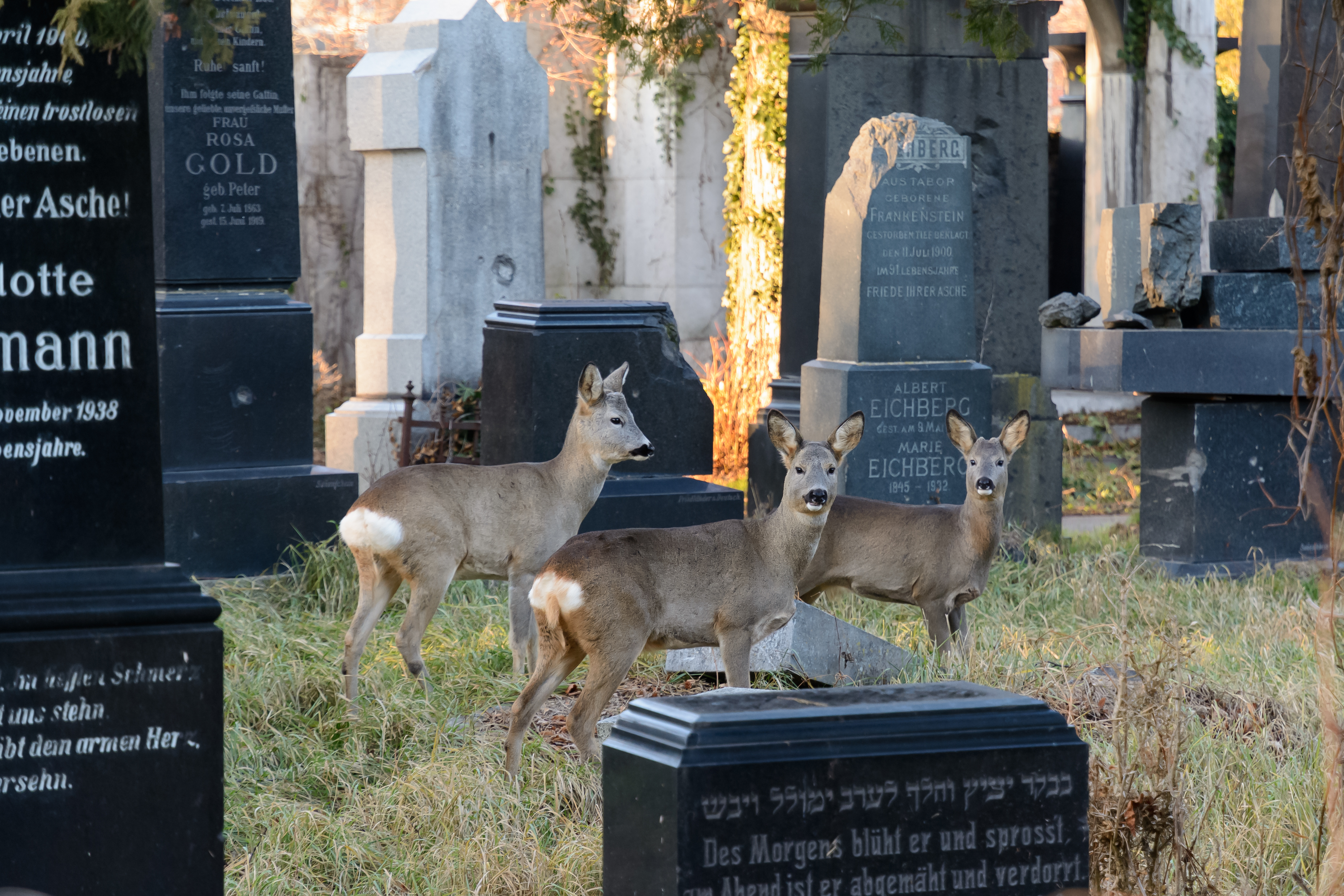
Rehe auf dem Zentralfriedhof

Der Zentralfriedhof zählt zum östlichen Grüngürtel von Wien. Aufgrund seiner Größe und des zum Teil dichten Baumbestandes beherbergt er eine vielfältige Fauna. Am häufigsten zu beobachten sind die vielen Eichhörnchen, die von den Wienern „Hansi“ genannt werden und vergleichsweise zutraulich sind, da sie von Friedhofsbesuchern oft mit Nüssen gefüttert werden. Weniger bekannt sind die größten „tierischen Bewohner“ des Friedhofs, rund 20 Rehe, die vorzugsweise auf dem Areal des alten jüdischen Friedhofs anzutreffen sind, nicht zuletzt wegen der dort um die alten Grabsteine wachsenden immergrünen Pflanzen, die vor allem in den kälteren Jahreszeiten eine verlässliche Futterquelle sind. Darüber hinaus bietet der Zentralfriedhof Lebensraum für Turmfalken, Feldhamster, Dachse, Marder, Frösche und andere Kleintiere.
Bis Mitte der 1980er Jahre war das Friedhofsgelände sogar offizielles Jagdgebiet, und der Wildbestand wurde durch einen von der Forstverwaltung eingesetzten Jäger kontrolliert. Heutzutage wird versucht, das ökologische Gleichgewicht auch ohne Einsatz von Gewehren zu bewahren, u. a. durch die Umweltschutzabteilung der Stadt Wien, die mit ihrem Arten- und Lebensraumschutzprogramm Netzwerk Natur dafür sorgt, dass abgesehen von den gepflegten Alleen und Gräberreihen auch verwilderte, naturnahe Bereiche erhalten bleiben.

## Kulturelles und Mediales
Mit drei Millionen Bestatteten „beherbergt“ der Zentralfriedhof deutlich mehr Wienerinnen und Wiener als in der Stadt von heute Lebende, und etwa die Hälfte aller Wiener, die je gelebt haben. Er ist fester Bestandteil des Images und der Rezeption der Stadt Wien. Dirk Schümer, Wien-Korrespondent der FAZ, nannte ihn den „Heldenplatz der Wiener Totenverehrung“, und schrieb dazu, „keine andere Stadt rechnet ihre Toten so fröhlich zu den Lebenden.“
Musikalisch verewigt wurde der Friedhof durch den Austropop-Musiker Wolfgang Ambros, dessen Freund und Texter Joesi Prokopetz sich 1974 von einem Plakat anlässlich des 100-Jahre-Jubiläums des Zentralfriedhofs zu einem seiner größten Erfolge, dem Lied Es lebe der Zentralfriedhof, inspirieren ließ.
Auch zahlreiche Filme und Fernsehproduktionen nahmen Bezug auf den Zentralfriedhof und bedienten sich seines morbiden Charmes als Schauplatz. Besonders erwähnenswert ist der Film Der dritte Mann von 1948 mit Orson Welles, in dem einige Szenen auf dem Friedhof spielen. In dem 1981 entstandenen Musikvideo zum Song Vienna von Ultravox, das sich stilistisch stark am dritten Mann orientiert, ist der Zentralfriedhof ebenfalls in einigen Einstellungen zu sehen, auf dem Cover der Single ist das Grab von Carl Schweighofer abgebildet.
Die 2005 vom ORF ausgestrahlte Universum-Dokumentation Es lebe der Zentralfriedhof widmete sich vor allem der zoologischen Artenvielfalt innerhalb der Friedhofsmauern. Aber auch österreichische TV-Krimis wie z. B. Kottan ermittelt und Kommissar Rex führten den Zuschauer auf den Zentralfriedhof, und selbst im Kinderfilm Die Knickerbocker-Bande: Das sprechende Grab dient er in einer Szene als schaurige Kulisse.
Am Friedhof finden jährlich das Open-Air-Konzert Nachklang statt. 2018 begann eine Serie über Philosophie als Nebennutzung des Geländes.

## Ehrengräber und ehrenhalber gewidmete Gräber

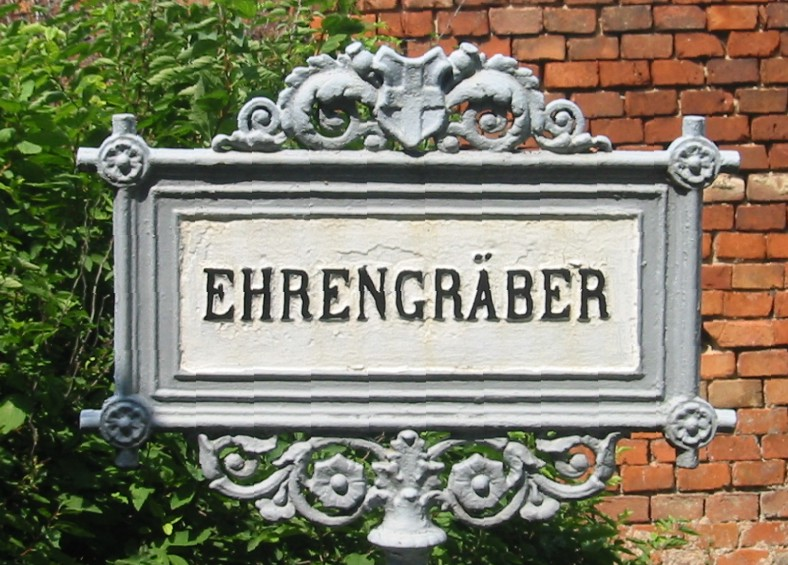
Ehrengräber auf dem Wiener Zentralfriedhof

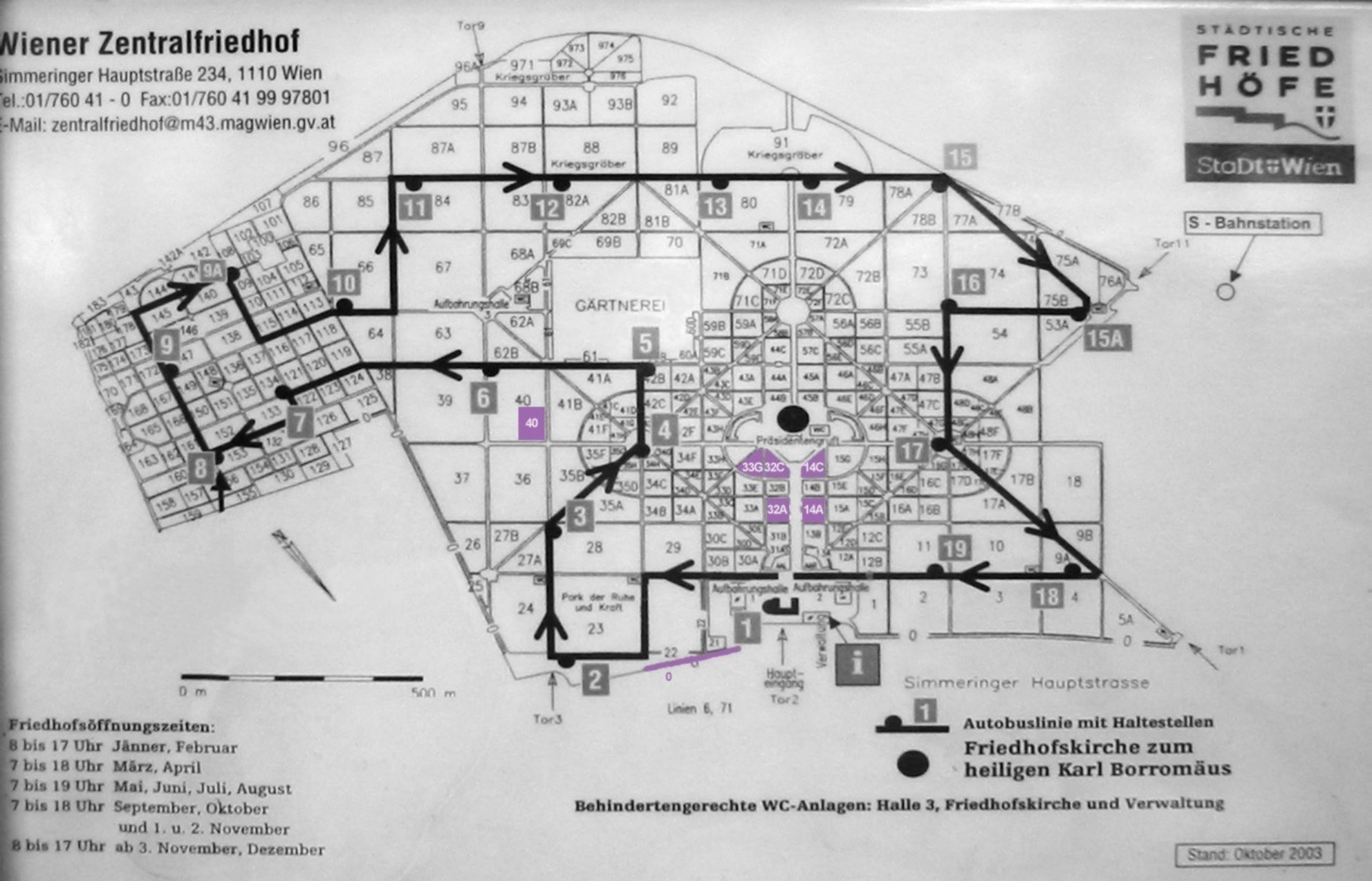
Plan des Zentralfriedhofs mit eingezeichneten Ehrengräbergruppen

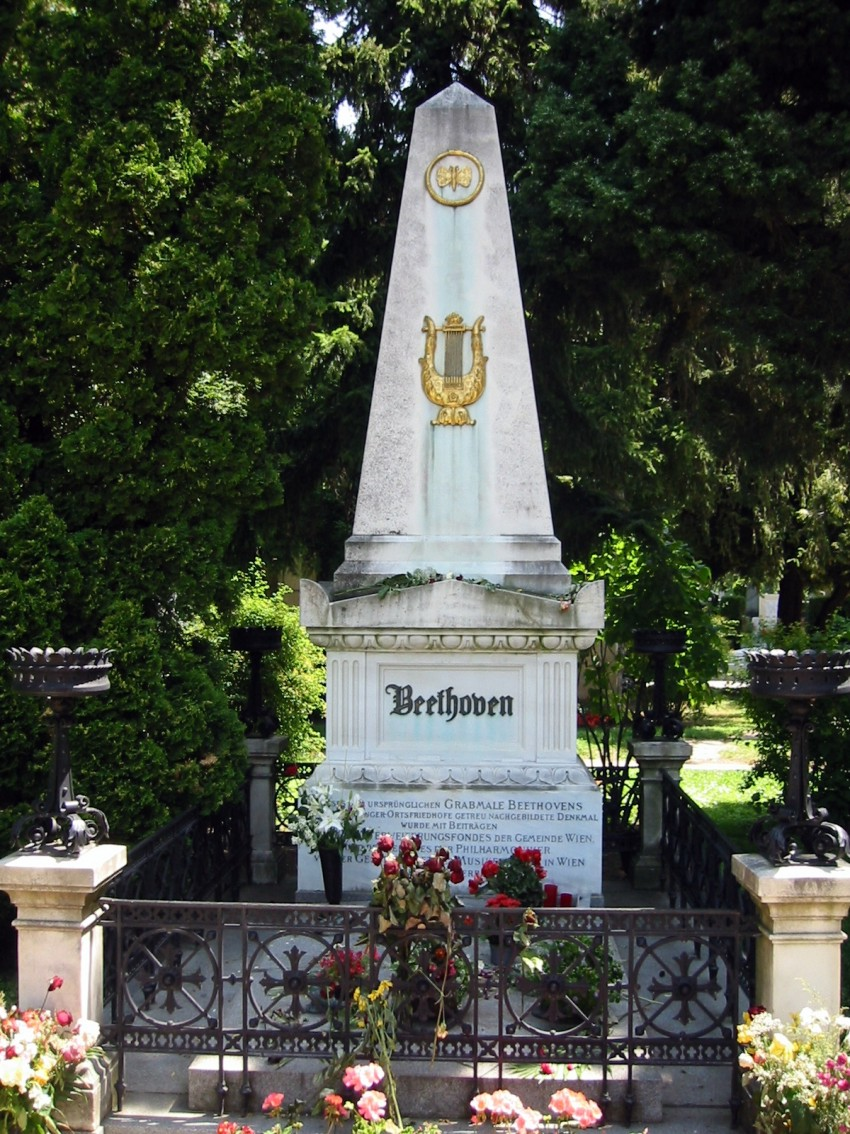
Ludwig van Beethoven

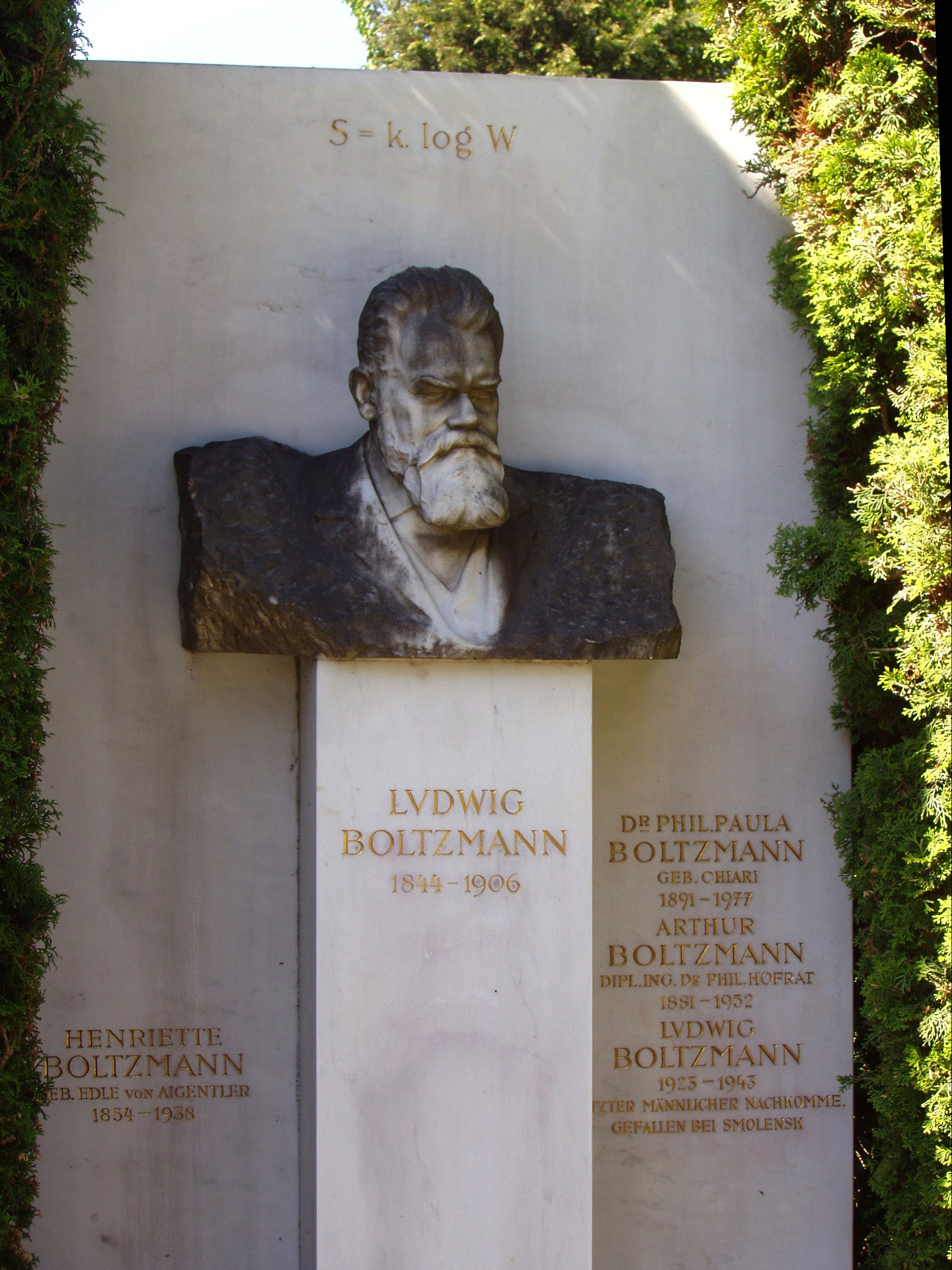
Ludwig Boltzmann (von Gustinus Ambrosi gestaltet)

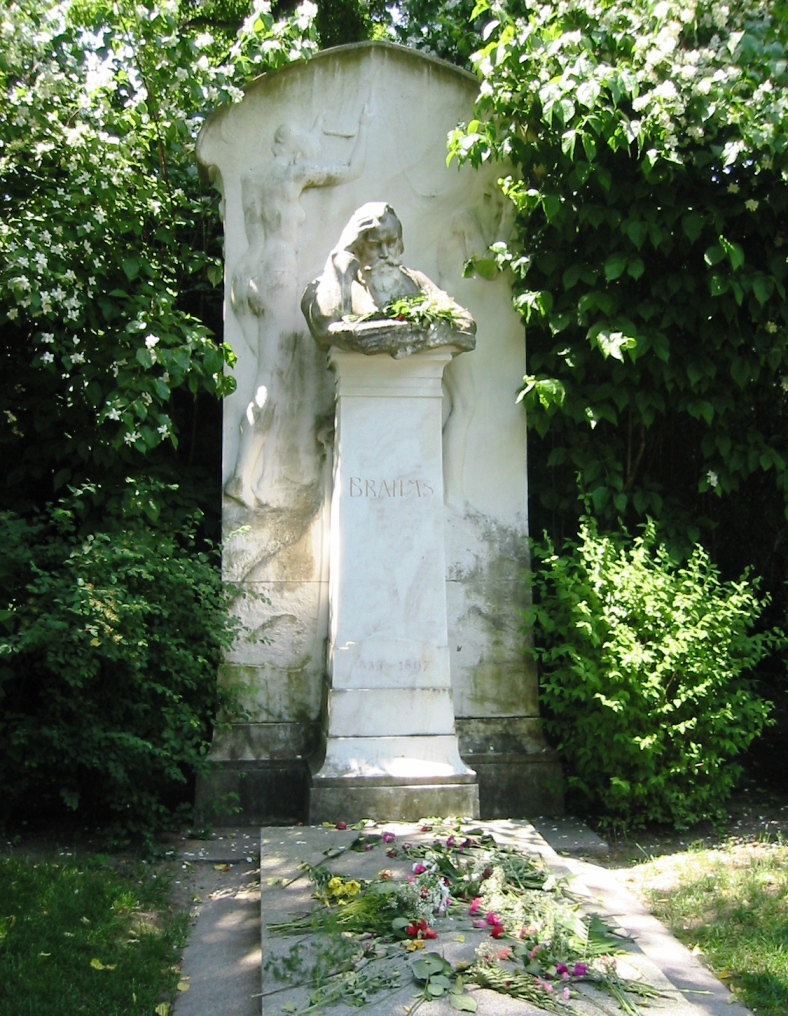
Johannes Brahms

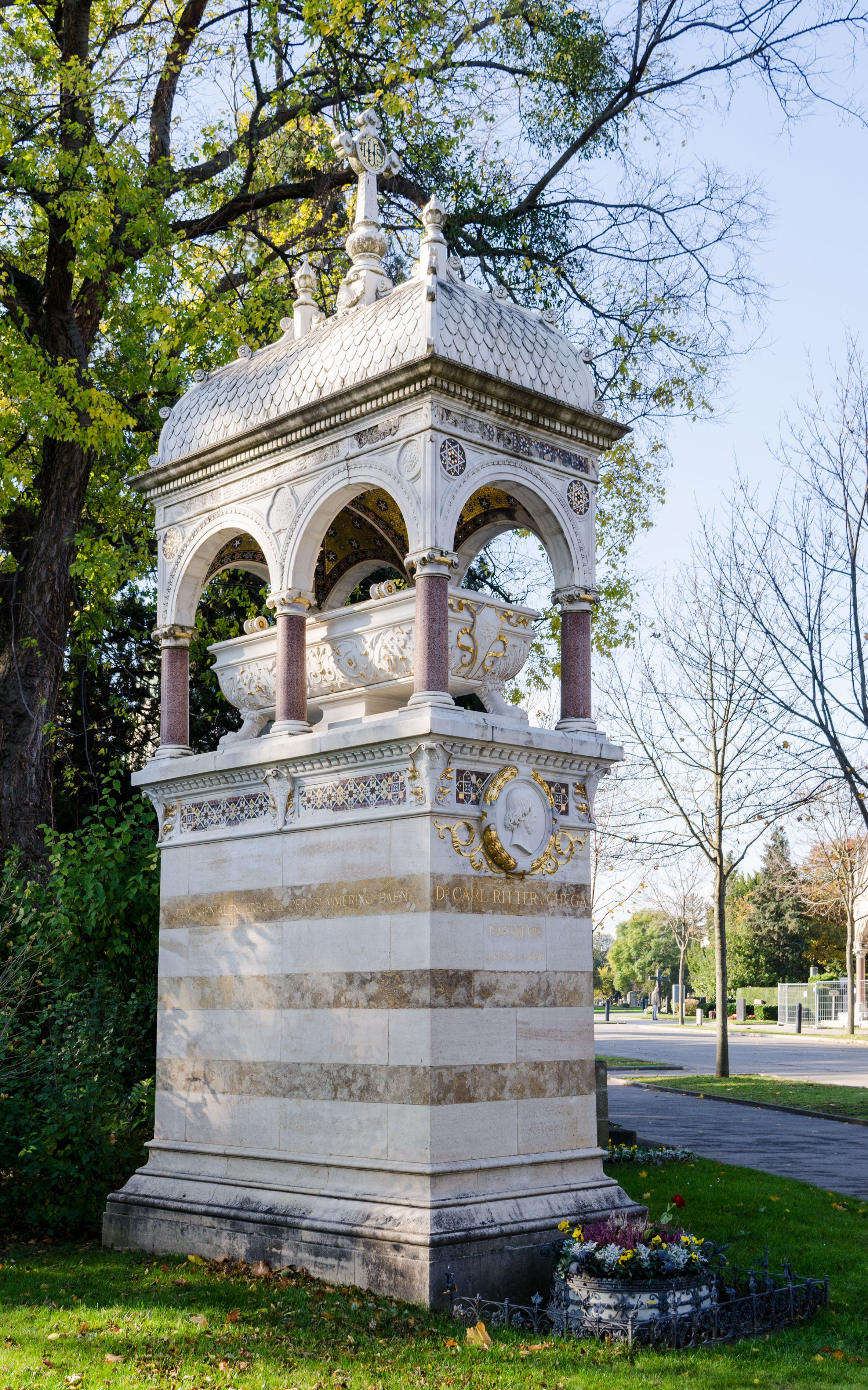
Carl Ritter von Ghega

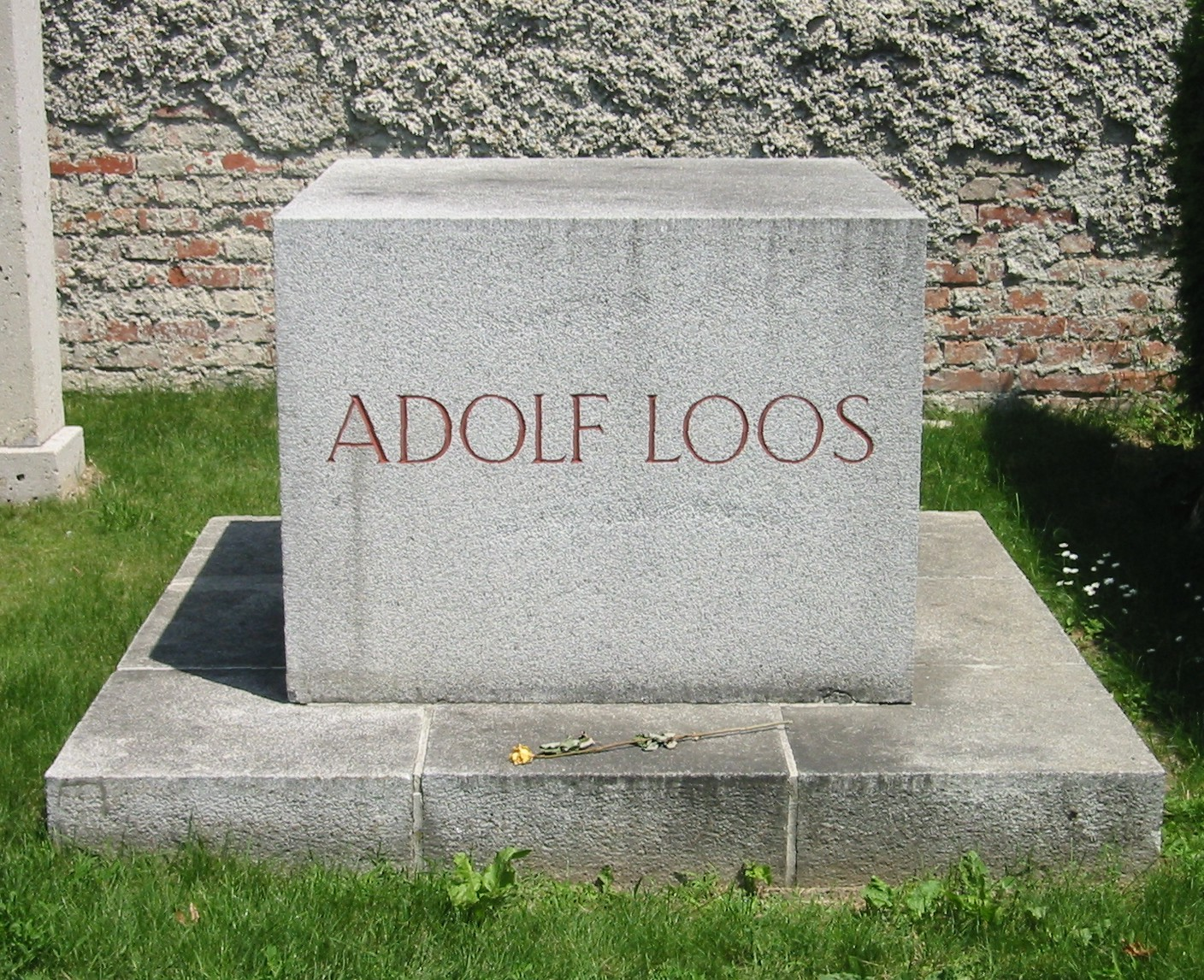
Adolf Loos

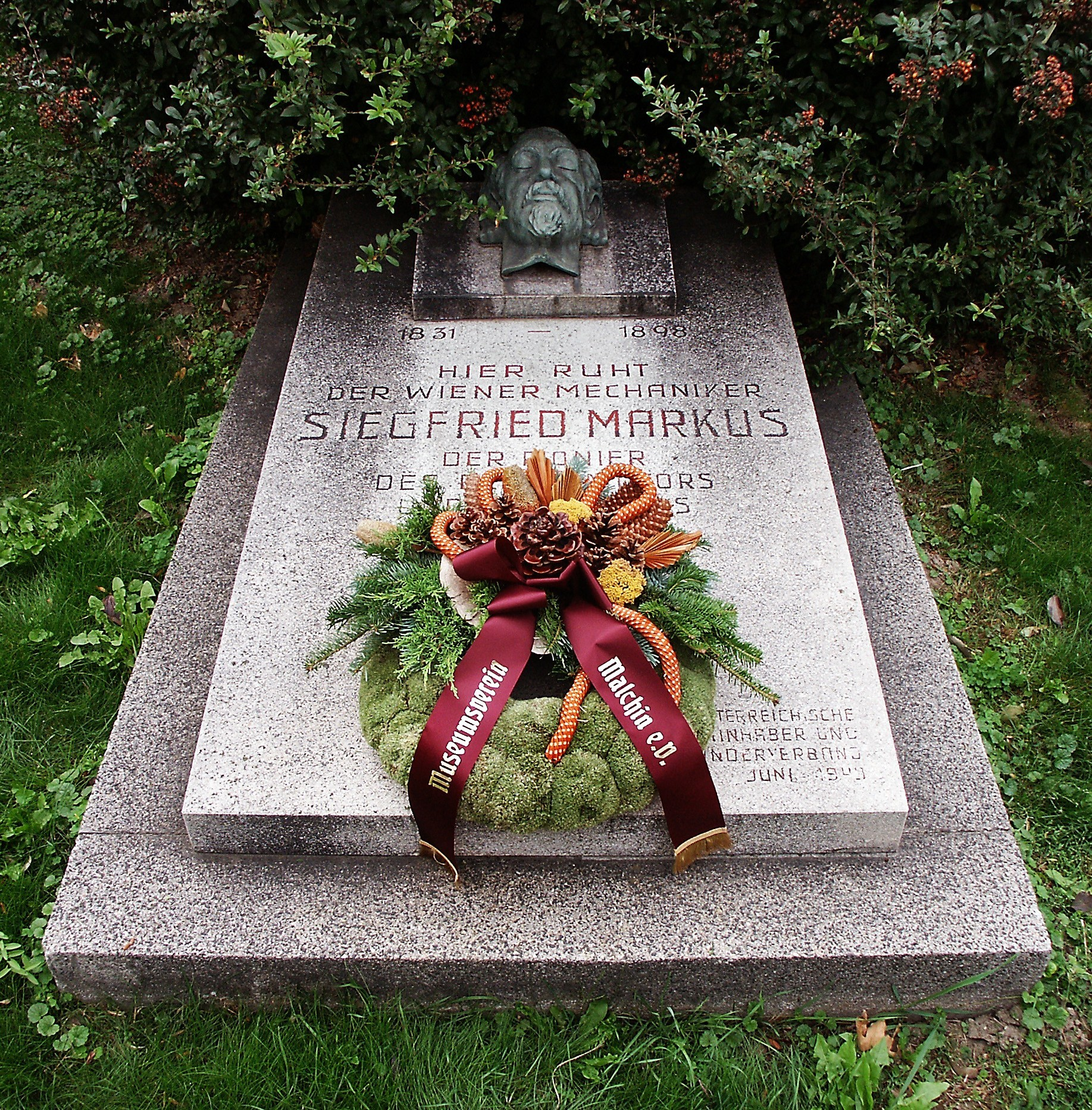
Siegfried Marcus

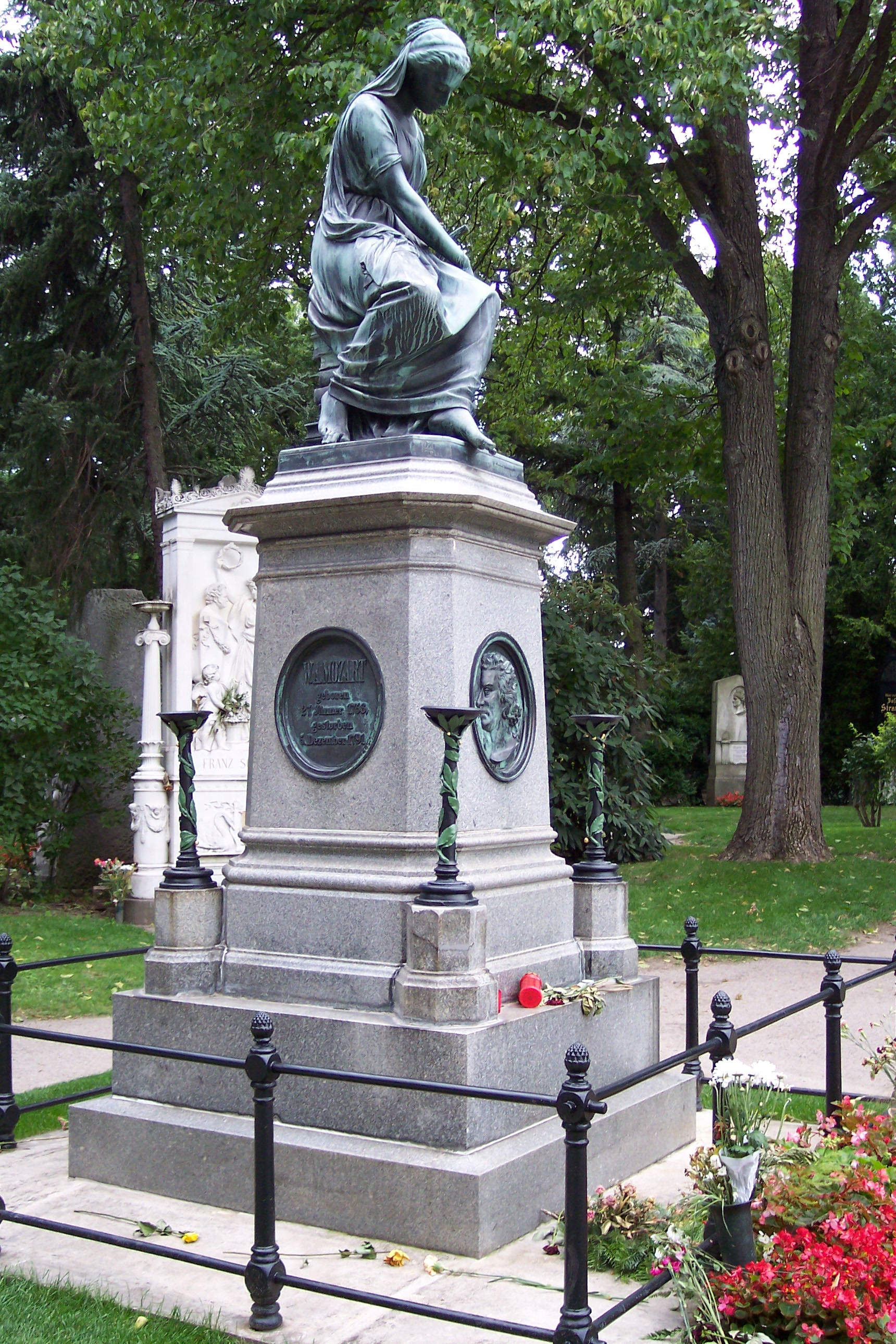
W. A. Mozart Grabdenkmal

Als 1885 mit der Errichtung der ersten Ehrengräbergruppe begonnen wurde, sollte mit dieser Konzentration an Grabstätten prominenter Verstorbener die Attraktivität des Friedhofs gesteigert werden. Seit 1954 gibt es neben den Ehrengräbern in den Ehrengräbergruppen auch noch die Kategorie ehrenhalber gewidmete Gräber, die sich entweder in Gruppe 40 (Ehrenhain) oder vereinzelt in anderen Gruppen auf dem Friedhofsgelände befinden. Derzeit gibt es auf dem Zentralfriedhof mehr als 350 Ehrengräber und über 600 ehrenhalber gewidmete Gräber.
Eines der von Touristen am häufigsten besuchten Grabmäler, jenes von Wolfgang Amadeus Mozart, ist allerdings lediglich ein Denkmal, da sich die sterblichen Überreste Mozarts auf dem Sankt Marxer Friedhof befinden (wo jedoch die genaue Lage von Mozarts Grab nicht bestimmbar ist, da er aufgrund der josephinischen Reformen in einem Schachtgrab beerdigt wurde).
Der Ehrenhain in Gruppe 40 beherbergt ehrenhalber gewidmete Gräber von größtenteils nach den 1960er Jahren verstorbenen Persönlichkeiten. Das mit Abstand meistbesuchte Grab in dieser Gruppe ist jenes des 1998 verstorbenen Popstars Falco, das sich zu einer regelrechten Pilgerstätte für Falco-Fans entwickelt hat.

### Ehrengräber (Auswahl)
| Name                            | Lebensdaten | Tätigkeit                                          |
| ------------------------------- | ----------- | -------------------------------------------------- |
| Ludwig Anzengruber              | 1839–1889   | Schriftsteller                                     |
| Ludwig van Beethoven            | 1770–1827   | Komponist                                          |
| Max (Maxi) Böhm                 | 1916–1982   | Schauspieler                                       |
| Ludwig Boltzmann                | 1844–1906   | Mathematiker, Physiker und Philosoph               |
| Johannes Brahms                 | 1833–1897   | Komponist                                          |
| Gerhard Bronner                 | 1922–2007   | Kabarettist und Musiker                            |
| Elfi von Dassanowsky            | 1924–2007   | Sängerin, Pianistin und Produzentin                |
| Nicolaus Dumba                  | 1830–1900   | Industrieller, Mäzen, Politiker                    |
| Franz (Ferry) Dusika            | 1908–1984   | Radrennfahrer                                      |
| Karl Farkas                     | 1893–1971   | Schauspieler und Kabarettist                       |
| Peter Fendi                     | 1796–1842   | Maler und Lithograph                               |
| Leopold Figl                    | 1902–1965   | Politiker                                          |
| Carl von Ghega                  | 1802–1860   | Ingenieur, Erbauer der Semmeringbahn               |
| Christoph Willibald Gluck       | 1714–1787   | Komponist                                          |
| Theophil von Hansen             | 1813–1891   | Architekt (Bauten an der Wiener Ringstraße)        |
| Karl von Hasenauer              | 1833–1894   | Architekt                                          |
| Josef Hoffmann                  | 1870–1956   | Architekt und Designer                             |
| Paul Hörbiger                   | 1894–1981   | Schauspieler                                       |
| Ernst Jandl                     | 1925–2000   | Schriftsteller                                     |
| Curd Jürgens                    | 1915–1982   | Schauspieler                                       |
| Udo Jürgens                     | 1934–2014   | Komponist, Pianist und Sänger                      |
| Bruno Kreisky                   | 1911–1990   | Politiker                                          |
| György Ligeti                   | 1923–2006   | Komponist                                          |
| Theo Lingen                     | 1903–1978   | Schauspieler                                       |
| Adolf Loos                      | 1870–1933   | Architekt                                          |
| Siegfried Marcus                | 1831–1898   | Automobilpionier                                   |
| Hans Moser                      | 1880–1964   | Schauspieler                                       |
| Alois Negrelli von Moldelbe     | 1799–1858   | Ingenieur, plante den Sueskanal                    |
| Johann Nestroy                  | 1801–1862   | Schauspieler und Dramatiker                        |
| Peter von Nobile                | 1774–1854   | Architekt                                          |
| Eduard van der Nüll             | 1812–1868   | Architekt (Wiener Staatsoper)                      |
| Elfriede Ott                    | 1925–2019   | Schauspielerin, Regisseurin und Kabarettistin      |
| Ida Pfeiffer                    | 1797–1858   | Entdeckerin und Reiseschriftstellerin              |
| Marcel Prawy                    | 1911–2003   | Dramaturg und Opernkritiker                        |
| Helmut Qualtinger               | 1928–1986   | Schauspieler, Kabarettist und Autor                |
| Julius Raab                     | 1891–1964   | Politiker                                          |
| Erwin Ringel                    | 1921–1994   | Arzt und Psychologe, Pionier der Suizidforschung   |
| Antonio Salieri                 | 1750–1825   | Komponist                                          |
| Emil Jakob Schindler            | 1842–1892   | Maler                                              |
| Friedrich von Schmidt           | 1825–1891   | Architekt (Wiener Rathaus)                         |
| Arnold Schönberg                | 1874–1951   | Komponist, Begründer der Zwölftonmusik             |
| Leopold Schrötter von Kristelli | 1837–1908   | Arzt                                               |
| Franz Schubert                  | 1797–1828   | Komponist                                          |
| Albin Skoda                     | 1909–1961   | Schauspieler                                       |
| Robert Stolz                    | 1880–1975   | Komponist                                          |
| Johann Strauss (Vater)          | 1804–1849   | Komponist                                          |
| Johann Strauss (Sohn)           | 1825–1899   | Komponist                                          |
| Franz von Suppè                 | 1819–1895   | Komponist                                          |
| Karl Waldbrunner                | 1906–1980   | Politiker                                          |
| Hans Weigel                     | 1908–1991   | Schriftsteller                                     |
| Max Weiler                      | 1910–2001   | Maler                                              |
| Franz Werfel                    | 1890–1945   | Schriftsteller                                     |
| Hugo Wiener                     | 1904–1993   | Komponist und Autor                                |
| Anton Wildgans                  | 1881–1932   | Dichter                                            |
| Hugo Wolf                       | 1860–1903   | Komponist                                          |
| Fritz Wotruba                   | 1907–1975   | Bildhauer                                          |
| Joe Zawinul                     | 1932–2007   | Jazz-Pianist, Keyboarder, Komponist und Bandleader |
| Friedrich Zawrel                | 1929–2015   | Zeitzeuge                                          |
| Helmut Zilk                     | 1927–2008   | Politiker                                          |

### Ehrenhalber gewidmete Gräber (Auswahl)

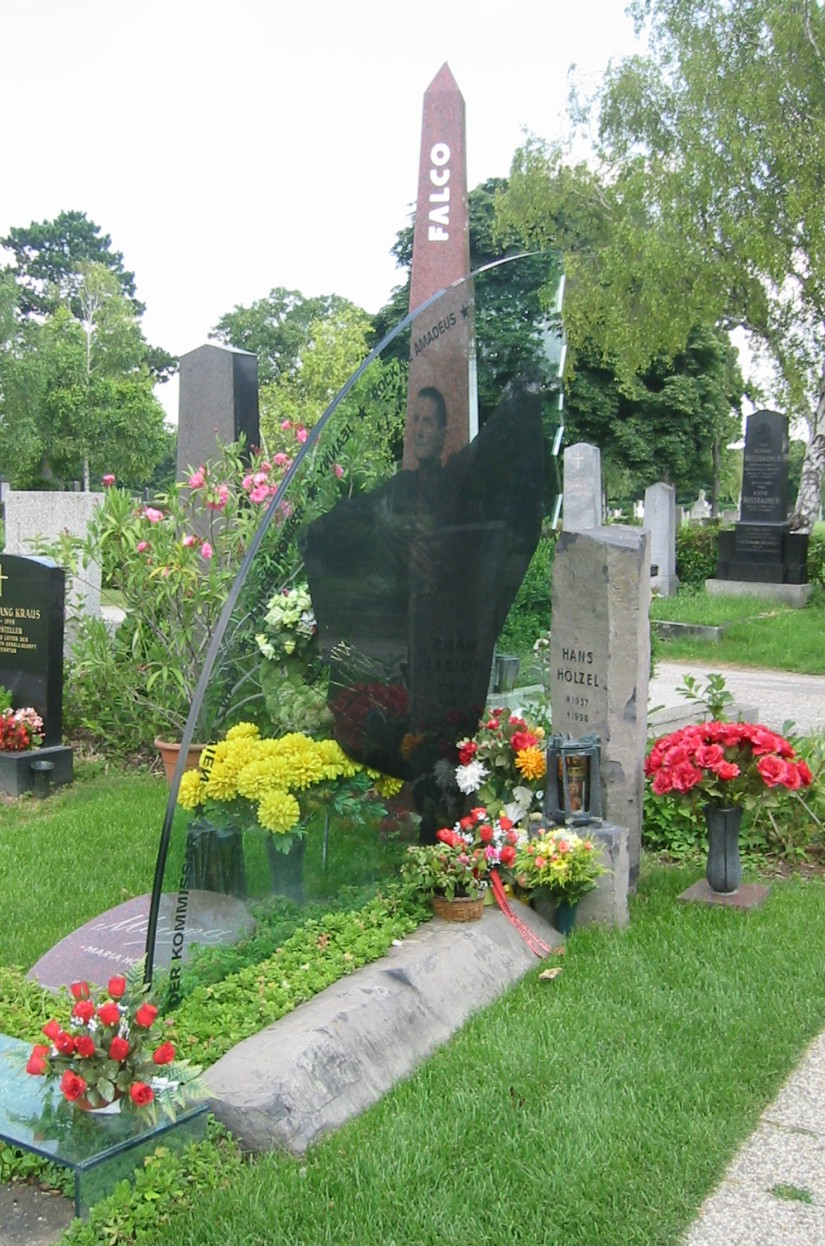
Falco (Johann Hölzel)

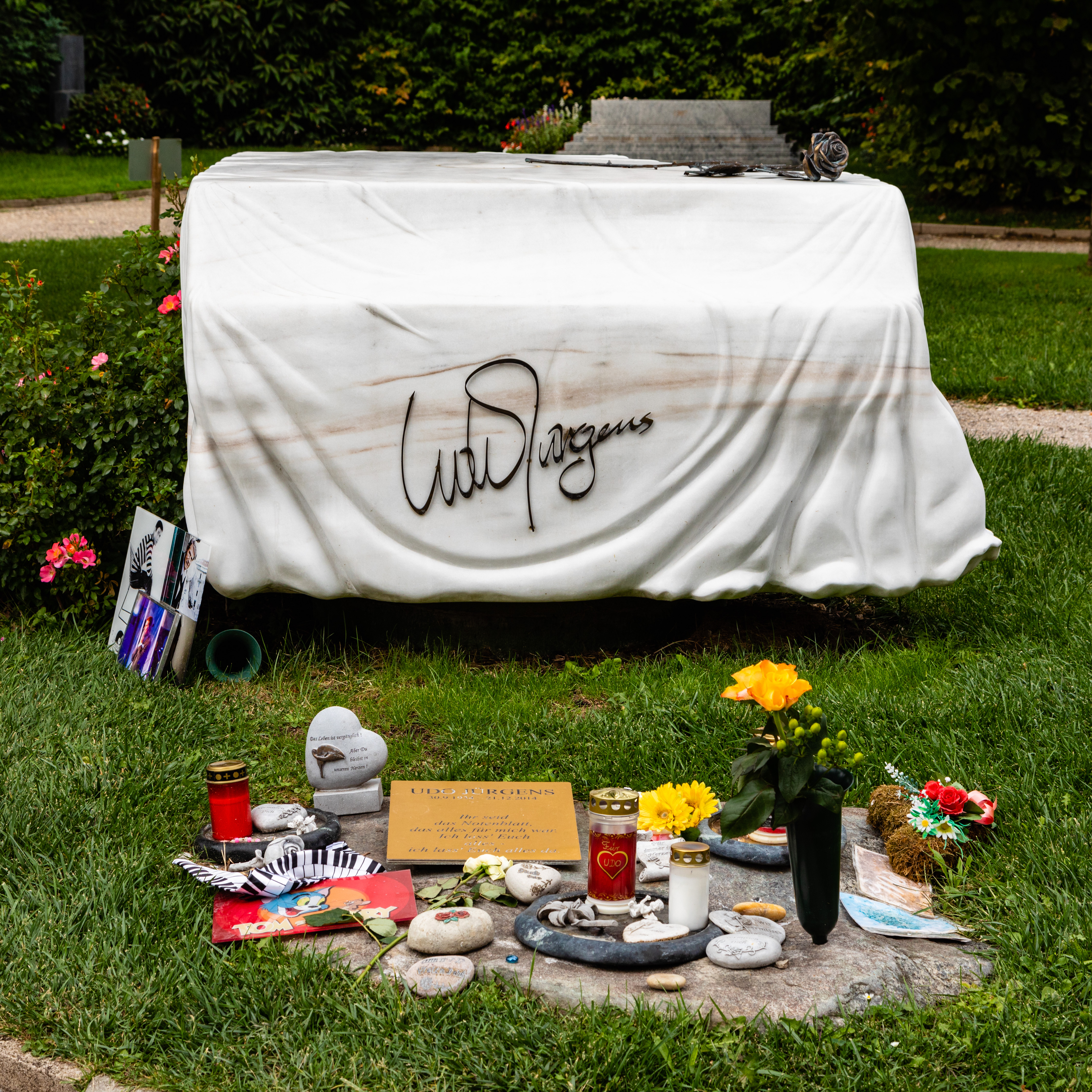
Udo Jürgens

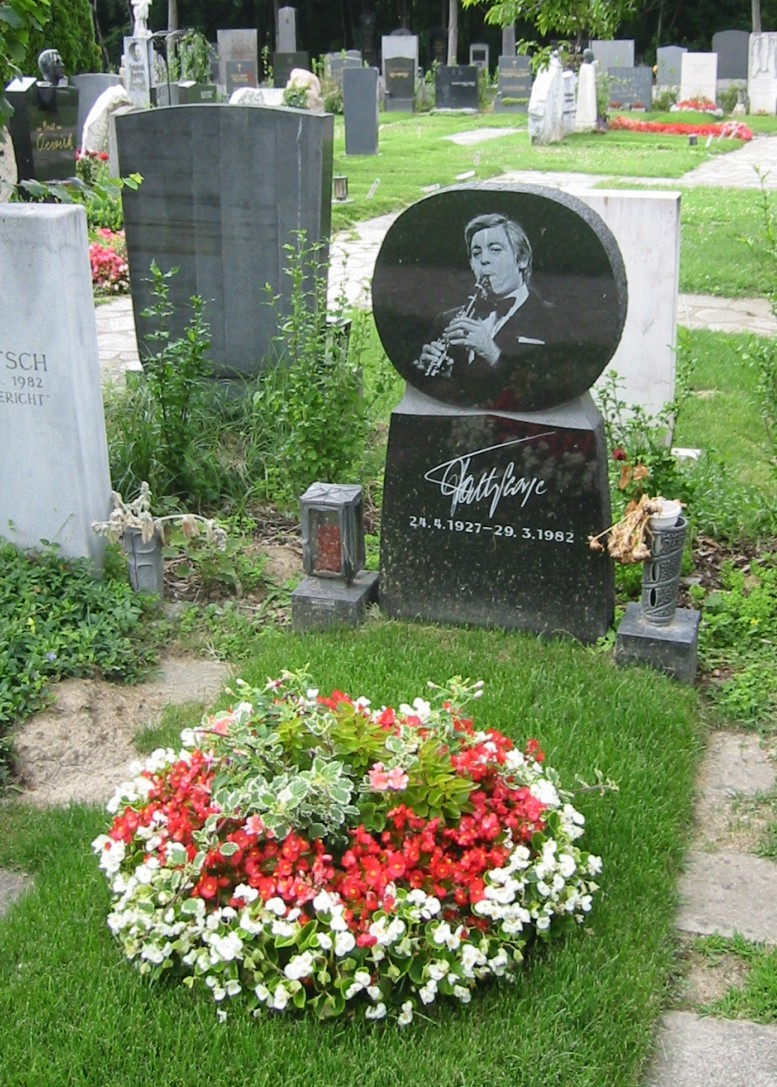
Fatty George

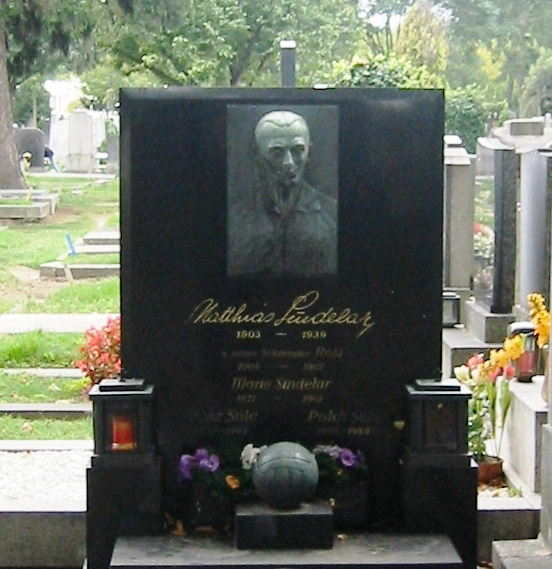
Matthias Sindelar

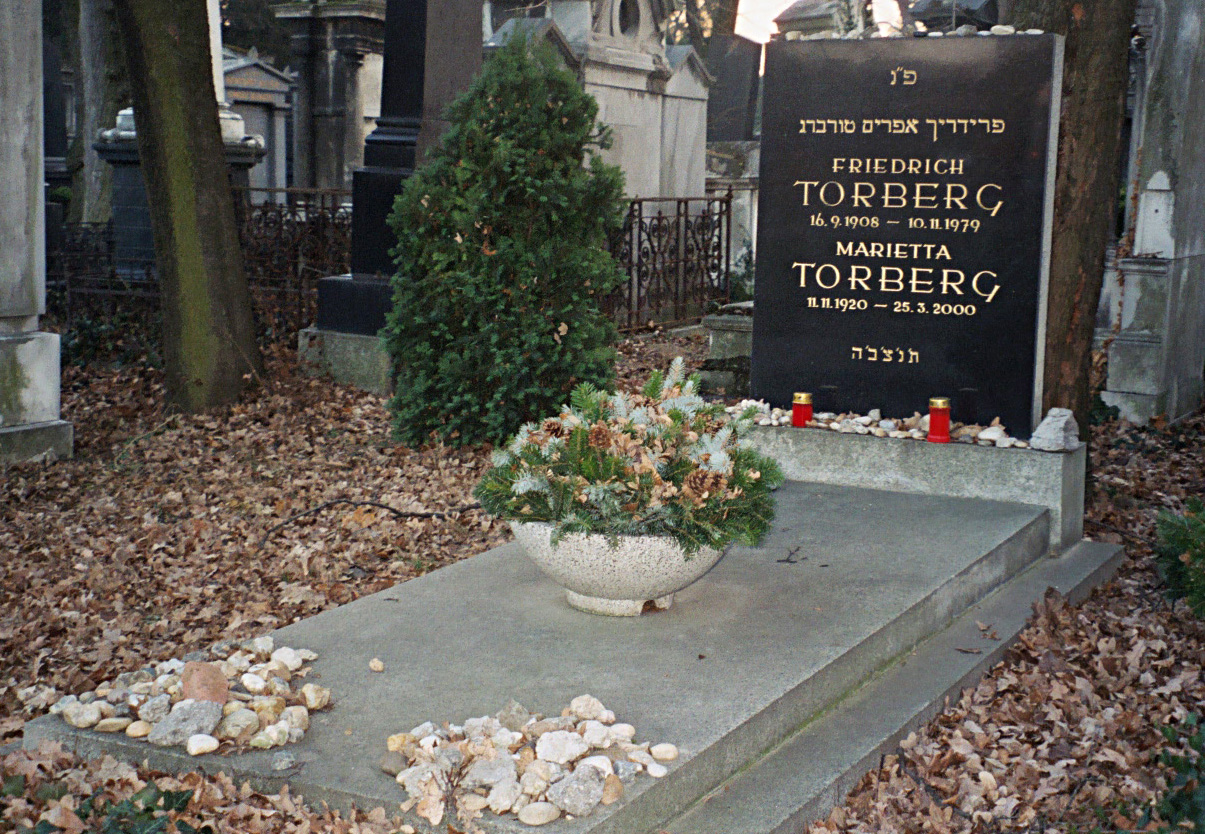
Friedrich Torberg

| Name                  | Lebensdaten | Tätigkeit                                                          |
| --------------------- | ----------- | ------------------------------------------------------------------ |
| Victor Adler          | 1852–1918   | Politiker                                                          |
| Jean Améry            | 1912–1978   | Schriftsteller                                                     |
| Franz Antel           | 1913–2007   | Filmregisseur, Produzent und Autor                                 |
| Ludwig Bösendorfer    | 1835–1919   | Klavierbauer                                                       |
| Falco (Johann Hölzel) | 1957–1998   | Popmusiker                                                         |
| Fatty George          | 1927–1982   | Jazzmusiker                                                        |
| Hans Gillesberger     | 1909–1986   | Chorleiter und Musikpädagoge                                       |
| Alexander Girardi     | 1850–1918   | Schauspieler                                                       |
| Ludwig Gottsleben     | 1836–1911   | Schriftsteller und Schauspieler                                    |
| Ferdinand Grossmann   | 1887–1970   | Chorleiter, Gesangspädagoge und Komponist                          |
| Hans-Peter Heinzl     | 1942–1996   | Schauspieler und Kabarettist                                       |
| Joachim Kemmer        | 1939–2000   | Schauspieler, Kabarettist und Synchronsprecher                     |
| Ludwig von Köchel     | 1800–1877   | Musikschriftsteller, Autor des Köchelverzeichnisses                |
| Karl Kraus            | 1874–1936   | Schriftsteller                                                     |
| Josef Kriehuber       | 1800–1876   | Maler und Lithograph                                               |
| Carl Kundmann         | 1838–1919   | Bildhauer                                                          |
| Hermann Leopoldi      | 1888–1959   | Komponist und Kabarettist                                          |
| Paul Löwinger         | 1904–1988   | Volksschauspieler („Löwinger Bühne“)                               |
| Karl Lueger           | 1844–1910   | Politiker                                                          |
| Carl Merz             | 1906–1979   | Kabarettist und Schriftsteller                                     |
| Friedrich Ohmann      | 1858–1927   | Architekt                                                          |
| Hans Pemmer           | 1886–1972   | Lehrer und Heimatforscher, gründete das erste Wiener Bezirksmuseum |
| Annie Rosar           | 1888–1963   | Schauspielerin                                                     |
| Karl Seitz            | 1869–1950   | Politiker                                                          |
| Matthias Sindelar     | 1903–1939   | Fußballspieler, Kapitän des österreichischen „Wunderteams“         |
| Erich Sokol           | 1933–2003   | Illustrator und Karikaturist                                       |
| Franz Stoß            | 1909–1995   | Schauspieler und Theaterleiter                                     |
| Friedrich Torberg     | 1908–1979   | Schriftsteller                                                     |
| Ernst Waldbrunn       | 1907–1977   | Schauspieler und Kabarettist                                       |
| Gustav Walter         | 1834–1910   | Kammersänger                                                       |
| Peter Wehle           | 1914–1986   | Komponist, Autor und Kabarettist                                   |
| Carl Zeller           | 1842–1898   | Komponist                                                          |
| Helmut Zenker         | 1949–2003   | Schriftsteller und Drehbuchautor                                   |

## Medien
- Es lebe der Zentralfriedhof. Dokumentarfilm, Österreich, 2005, 51:40 Min., Buch und Regie: Manfred Corrine, Sprecher: Willi Resetarits, Produktion: media Wien, Wiener Umweltschutzabteilung, ORF, WDR, NDR Naturfilm, Reihe: ... Universum, Inhaltsangabe von 3sat.
  - Begleitbuch zum Film: Wien – Es lebe der Zentralfriedhof. 4. Band der Buchreihe Wien Momente, Wien 2005, ISBN 3-900607-46-X.
- Leben für den Tod – Menschen am Zentralfriedhof, Dokumentarfilm, Österreich, 2018, 55 Min., Buch und Regie: Karin Berghammer, Krisztina Kerekes